# Crottet
Crottet est une commune française, située dans le département de l'Ain en région Auvergne-Rhône-Alpes.
Elle est ville-centre de l'unité urbaine de Crottet - Pont-de-Veyle, au même titre que la commune voisine de Pont-de-Veyle.

## Géographie

### Localisation
La commune de Crottet est située au sud de la Bresse. Elle se trouve à l'embouchure de la Veyle qui définit sa limite sud.
Environ le tiers de son territoire est inondable par la Veyle et la Saône. Ce territoire fait partie de la zone de protection spéciale Natura 2000 du Val de Saône.
Elle est bordée par les communes de Saint-Laurent-sur-Saône au nord-ouest, Replonges au nord, Saint-André-de-Bâgé au nord-est, Saint-Jean-sur-Veyle au sud-est, Pont-de-Veyle au sud et Grièges au sud-ouest.

### Communes limitrophes
Les communes limitrophes sont Grièges, Pont-de-Veyle, Replonges, Saint-André-de-Bâgé, Saint-Jean-sur-Veyle et Saint-Laurent-sur-Saône.
| Saint-Laurent-sur-Saône | Replonges     | Saint-André-de-Bâgé  |
| Grièges                 | Crottet       | Saint-Jean-sur-Veyle |
| Grièges                 | Pont-de-Veyle | Saint-Jean-sur-Veyle |

### Points extrêmes
- Nord : rue de la Prairie - rue du Bon-Lait, 46° 18′ 12″ N, 4° 50′ 21″ E
- Est : Saint-Crépin, 46° 17′ 14″ N, 4° 55′ 03″ E
- Sud : La Gare, 46° 15′ 58″ N, 4° 53′ 20″ E
- Ouest : Pré-Blanchet, 46° 17′ 41″ N, 4° 50′ 05″ E

### Hydrographie

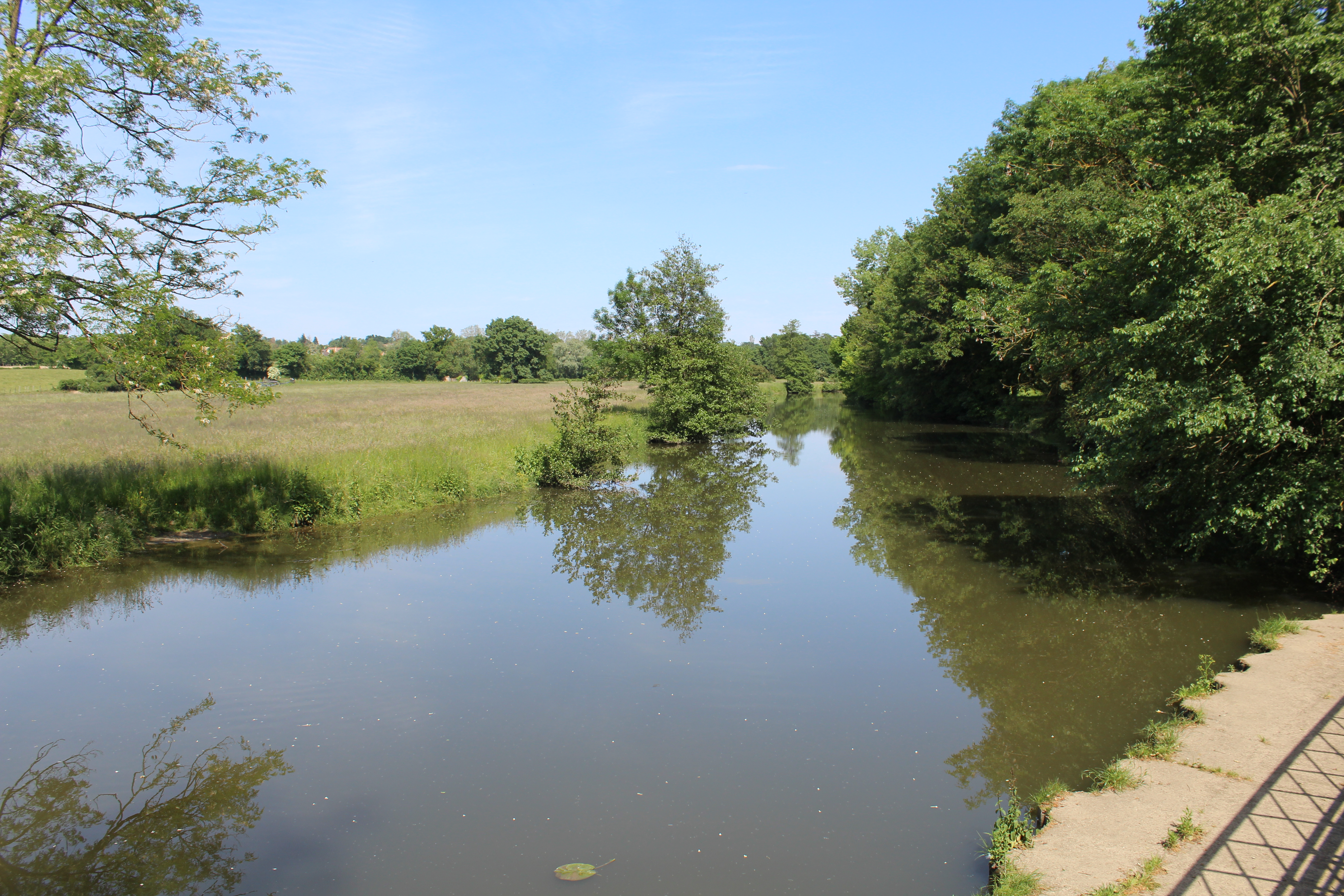
Vue de la Veyle depuis le parc du château de Pont-de-Veyle.

Deux cours d'eau entrent sur le territoire communal. La Veyle traverse le sud de la commune et fait la frontière avec Pont-de-Veyle et Grièges.
Le canal de contournement de la Saône, mis en service en 1992 passe à l'extrême nord-ouest de la commune et ce cours d'eau permet aux bateaux de continuer de naviguer en cas de crue, qui bloque l'accès sous le pont Saint-Laurent.
Jusqu'au 11 septembre 1964, Crottet avait accès à la Saône jusqu'à ce que la commune cède une partie de son territoire à Saint-Laurent-sur-Saône,.

### Climat
Pour des articles plus généraux, voir Climat d'Auvergne-Rhône-Alpes et Climat de l'Ain.
En 2010, le climat de la commune est de type climat océanique dégradé des plaines du Centre et du Nord, selon une étude du CNRS s'appuyant sur une série de données couvrant la période 1971-2000. En 2020, Météo-France publie une typologie des climats de la France métropolitaine dans laquelle la commune est dans une zone de transition entre le climat semi-continental et le climat de montagne et est dans la région climatique Bourgogne, vallée de la Saône, caractérisée par un bon ensoleillement (1 900 h/an), un été chaud (18,5 °C), un air sec au printemps et en été et des vents faibles.
Pour la période 1971-2000, la température annuelle moyenne est de 11,5 °C, avec une amplitude thermique annuelle de 18 °C. Le cumul annuel moyen de précipitations est de 896 mm, avec 10,2 jours de précipitations en janvier et 7,5 jours en juillet. Pour la période 1991-2020, la température moyenne annuelle observée sur la station météorologique de Météo-France la plus proche, « Mâcon », sur la commune de Charnay-lès-Mâcon à 8 km à vol d'oiseau, est de 12,3 °C et le cumul annuel moyen de précipitations est de 833,7 mm,. Pour l'avenir, les paramètres climatiques de la commune estimés pour 2050 selon différents scénarios d'émission de gaz à effet de serre sont consultables sur un site dédié publié par Météo-France en novembre 2022.

### Voies de communication et transports

Voies de communication de la commune.

#### Routes
La route départementale D 933 coupe la commune en deux. Elle passe par La Gare et contourne par l'ouest le bourg. Elle permet de rejoindre Replonges, Feillens et Pont-de-Vaux par le nord et Pont-de-Veyle par le sud. Avant 1972, cette voie faisait partie de la route nationale 433 qui reliait Saint-Germain-du-Plain à Lyon mais cette dernière a été déclassée en trois voies en fonction des trois départements qu'elle traversait. Elle permet de rejoindre Mâcon en prenant la D 1079 à Replonges.
Au niveau du lieu-dit la Gare, la route départementale D 28 démarre et se dirige vers le nord vers Saint-André-de-Bâgé (la Croisée et le Bourg) ainsi que vers Bâgé-le-Châtel. Par la suite, il est possible de rejoindre Montrevel-en-Bresse et la voie se termine à Bény. Il existe une voie annexe qui traverse le bourg, c'est la route départementale D 28B. Elle part de la D 933 et termine à Saint-Jean-sur-Veyle après être passée par les Buyrels.
La route départementale D 1079 au nord de la commune. Cette voie débute à Mâcon par le pont Saint-Laurent et prend fin dans la ville de Bourg-en-Bresse. Elle permet de rejoindre par l'ouest Replonges, Mâcon et le département de Saône-et-Loire tandis que par l'est, elle permet de rejoindre Bourg et les autres villes importantes du département. Avant 2006, année de son déclassement, cet axe faisait partie de la route nationale 79 qui reliait Saint-Éloi, commune située près de Nevers, à Montréal-la-Cluse située près de Nantua.

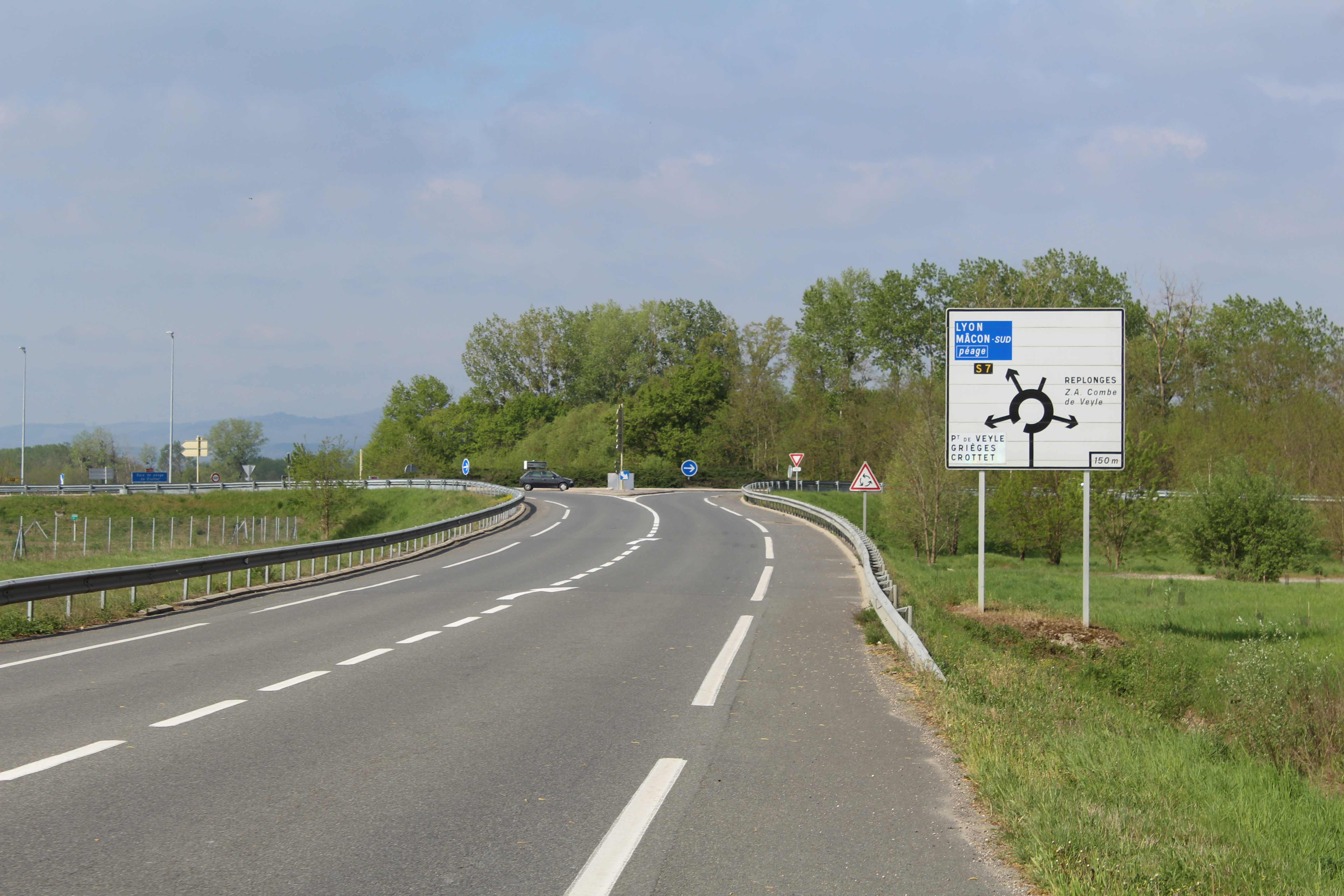
Route D 1179.

Deux autres voies sont à cet important axe de communication. En premier lieu, la route départementale D 1179 a été construite à l'occassion de la construction de l'A406 qui est longée par cette dernière. Elle fait le lien entre la gare de péage de Crottet et celle de Mâcon-Est. La route départementale D 879 passe à l'extrême nord-ouest de Crottet, c'est une voie de contournement de Saint-Laurent-sur-Saône afin d'accéder plus rapidement au sud de Mâcon via le pont François-Mitterrand.

Enfin, la route départementale D 51 traverse une toute petite partie de la commune (50 mètres) vers les prairies inondables. Elle permet aux Griègeois et aux Cormoranchois de rejoindre Mâcon. Deux voies annexes à cette route. La route départementale D 51B traverse une petite partie de la commune à La Gare. Elle fait la frontière avec Pont-de-Veyle et permet de rejoindre le sud de Cuétant, lieu-dit de Saint-Jean-sur-Veyle. La route départementale D 51C commence à un rond-point de la route D 933. Elle se dirige vers Chavannes et passe par deux hameaux de Grièges, Jonc et Faty-Villeneuve.

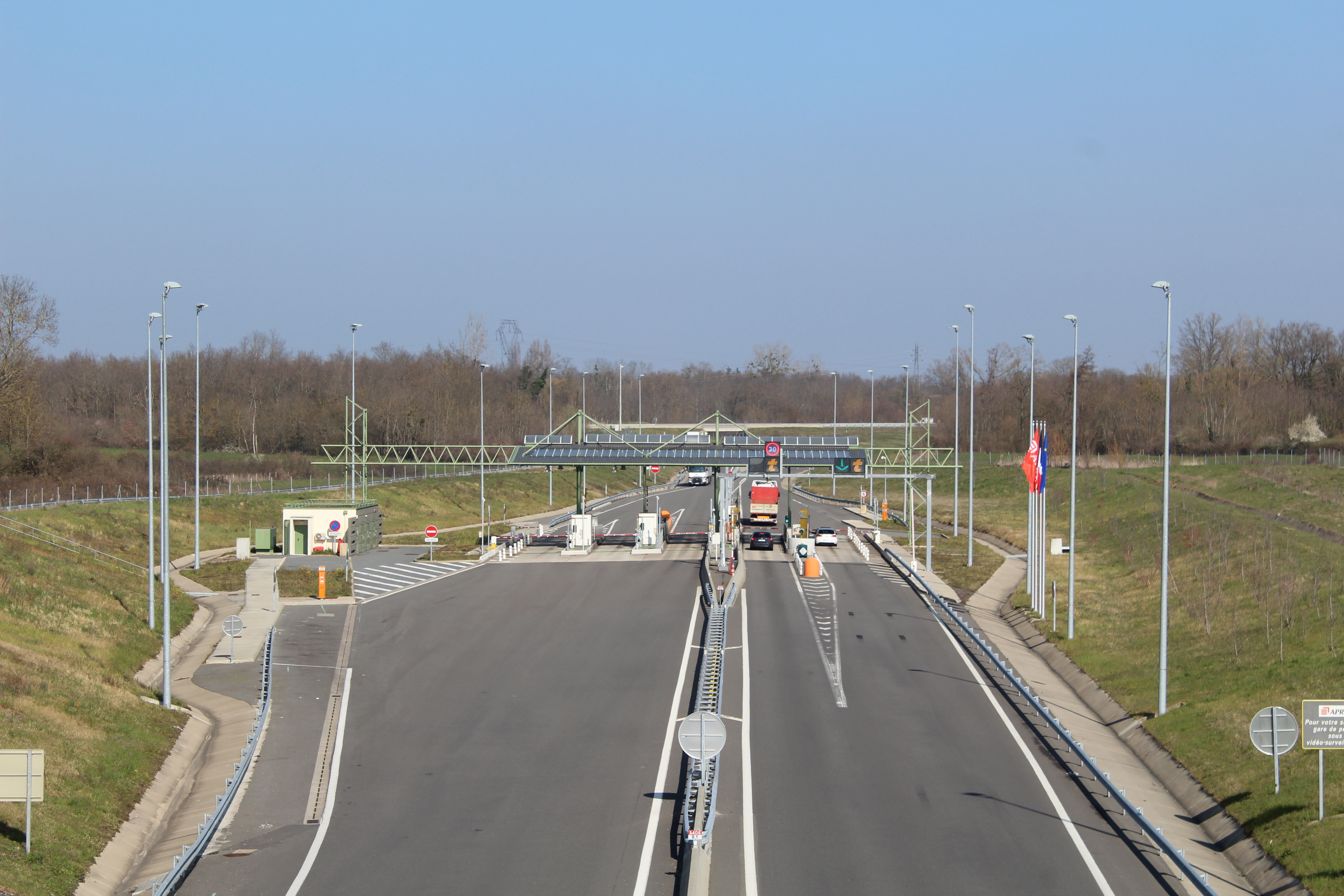
Gare de péage du Val-de-Saône.

Une seule autoroute traverse la commune, c'est l'A406 qui est une autoroute reliant l'A40 et l'A6. Inaugurée en mars 2011, elle permet aux usagers de gagner un quart d'heure pour aller à Mâcon Sud en évitant le centre. Les deux gares de péage que sont celles de Crottet et du Val-de-Saône sont situées sur le territoire de la commune.
Les deux autoroutes que relie l'A406 sont situées à proximité du territoire communal. L'autoroute A40 est située sur l'axe Mâcon - Genève, elle est une portion de la r Centre-Europe Atlantique Bordeaux/Nantes - Annemasse et passe à moins de cent mètres au nord de la commune. Pour accéder à l'autoroute, il faut aller à la gare de péage de Replonges localisée non loin du village.
L'autoroute A6 est une voie passant à une quinzaine de kilomètres de la commune qui relie Paris à Lyon et qui est accessible depuis l'A406 pour aller à Lyon et par l'A40 pour se rendre à Paris.

#### Voies ferroviaires

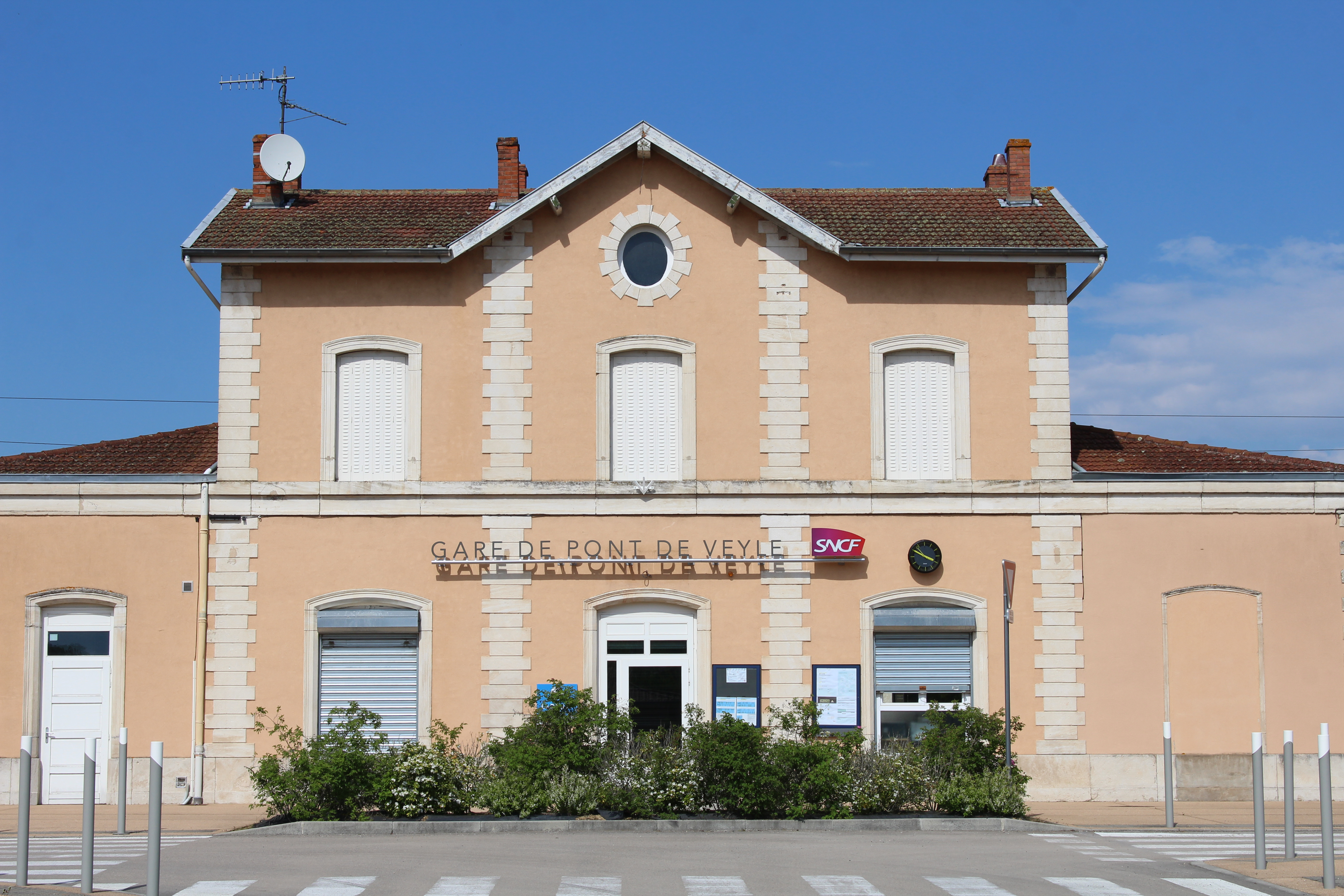
Gare de Pont-de-Veyle.

Deux voies ferroviaires traversent la commune. La première est la ligne de Mâcon à Ambérieu, elle traverse la gare de Pont-de-Veyle à La Gare, près de Pont-de-Veyle et est desservie par le TER Rhône-Alpes. La seconde voie est un raccordement entre la LGV Sud-Est et la première voie citée. C'est vers la gare que la bifurcation a lieu.
Deux autres voies sont situées à proximité. La ligne à grande vitesse Paris - Lyon - Marseille, plus connue sous le nom de LGV Sud-Est, traverse la Saône au sud de Mâcon puis traverse la Bresse. Elle comporte un raccordement vers la ligne Mâcon - Bourg situé sur le territoire communal. La gare de Mâcon-Loché-TGV, au sud-ouest de Mâcon, est desservie par quelques TGV Paris - Marseille et Paris - Genève.
Outre Saône, la ligne traditionnelle Paris - Marseille via Dijon passe à Mâcon. La gare de Mâcon-Ville, à 6 km de Crottet, est desservie par des TER Dijon - Mâcon - Lyon et quelques TGV reliant le nord-est de la France à la Méditerranée.

#### Transport fluvial
À quelques kilomètres de Crottet, la Saône, qui marque la frontière ouest du département de l'Ain, est navigable à grand gabarit européen depuis Verdun-sur-le-Doubs jusqu'à Lyon. Elle constitue un axe de transport fluvial important entre l'est et la Méditerranée. Mâcon possède un port fluvial. La Saône est aussi appréciée pour le tourisme fluvial. Certains bateaux ne pouvant pas passer sous le pont Saint-Laurent, ces derniers traversent le territoire par l'intermédiaire du canal de contournement.

#### Transport aérien

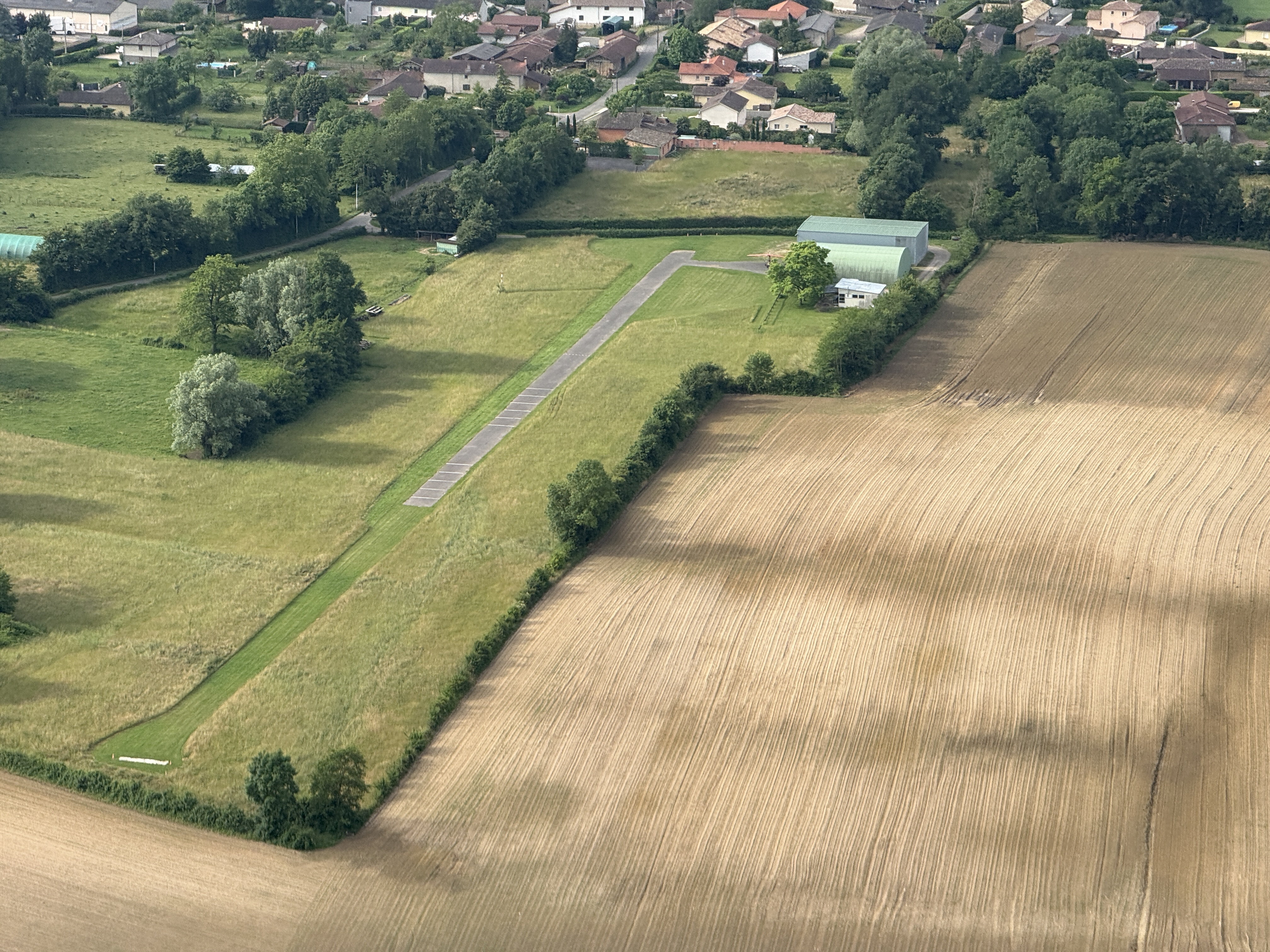
Base ULM.

Depuis 1989, il existe une base ULM au lieu-dit du Bief-Godard.
La commune ne dispose pas de plateformes aéroportuaires. La chambre de commerce et d'industrie de Saône-et-Loire gère un petit aéroport à Charnay-lès-Mâcon, au sud-ouest de Mâcon, situé à moins de 10 km environ de Crottet.
Les habitants de la commune doivent se rendre à l'aéroport de Lyon-Saint-Exupéry distant de 80 kilomètres ou bien à l'aéroport de aéroport de Genève distant de 150 kilomètres pour effectuer des vols vers l'international.

#### Transports en commun
La commune est reliée au réseau départemental des bus car.ain.fr. Trois arrêts intégrés à la ligne 114 (Sens Belleville - Mâcon et sens Mâcon - Belleville) sont situées dans la commune le long de la route départementale D933. Le premier est à La Gare (arrêt Gare de Pont-de-Veyle), le deuxième au Piquant (arrêt Le Piquant) et le dernier est localisé vers le rond-point de l'entrée dans le bourg (arrêt Villeneuve).

Elle est aussi reliée au réseau TER Rhône-Alpes grâce à la ligne 30 dont un arrêt se situe à la gare ferroviaire.

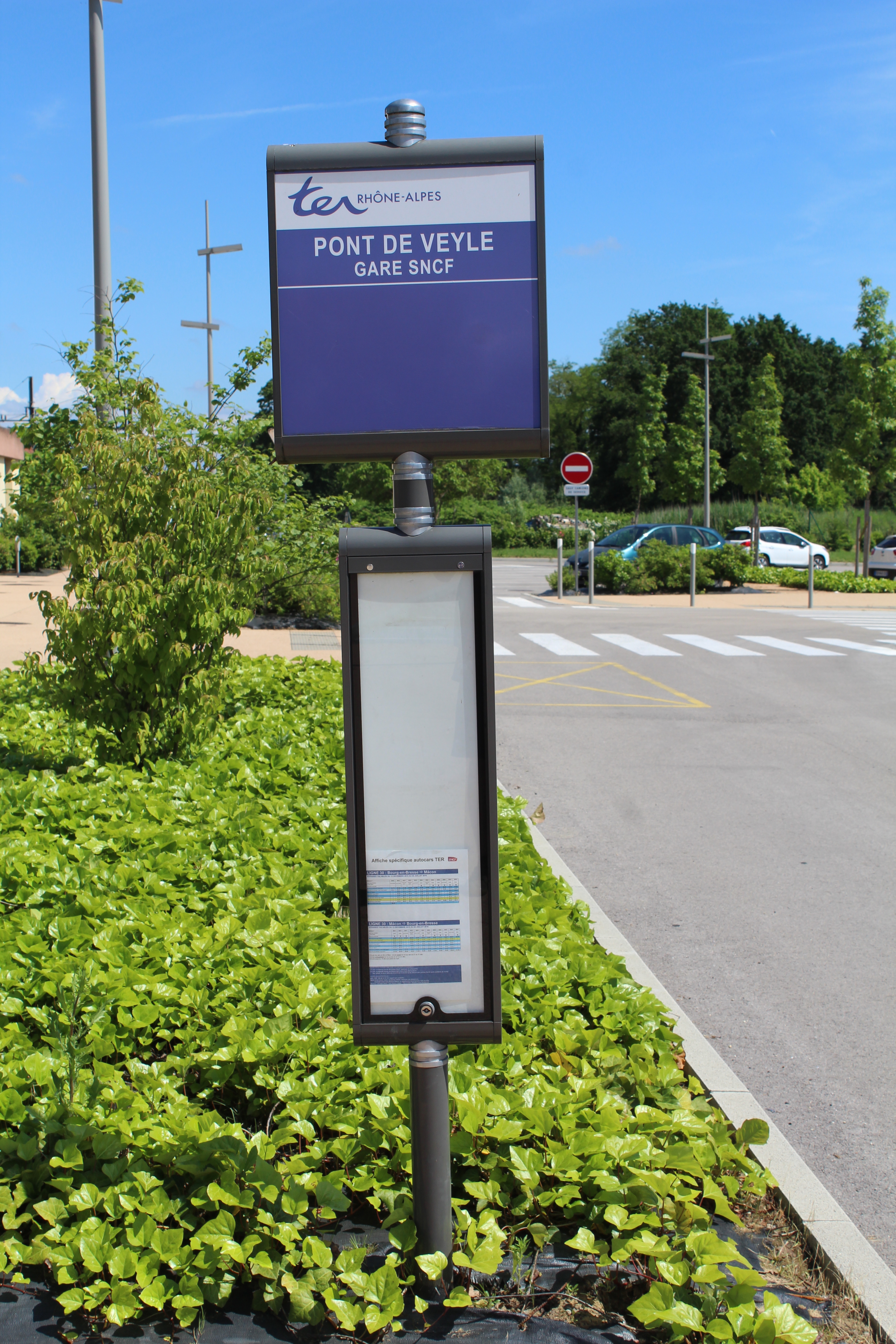
Arrêt TER Rhône-Alpes.
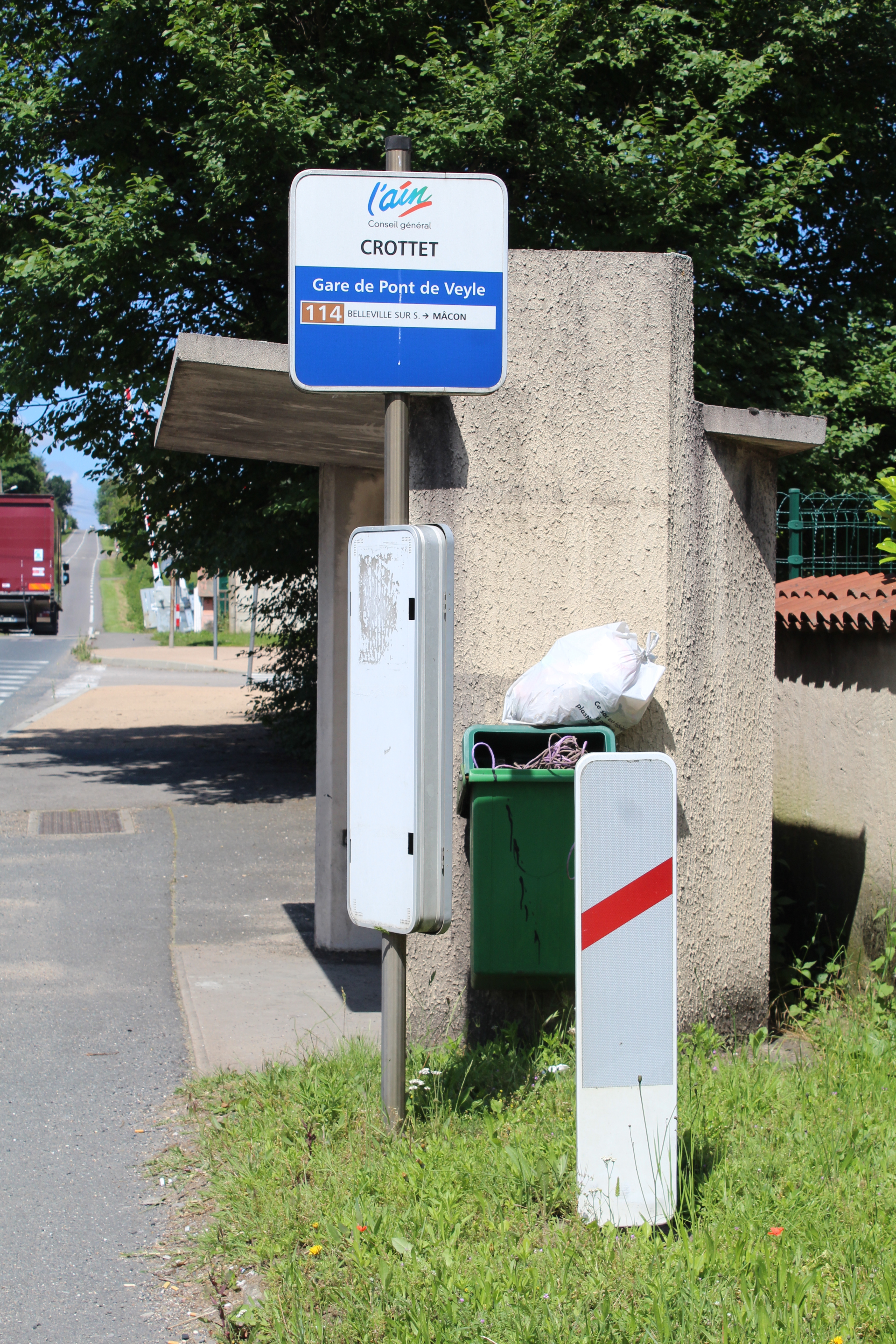
Arrêt Gare de Pont-de-Veyle.

## Urbanisme

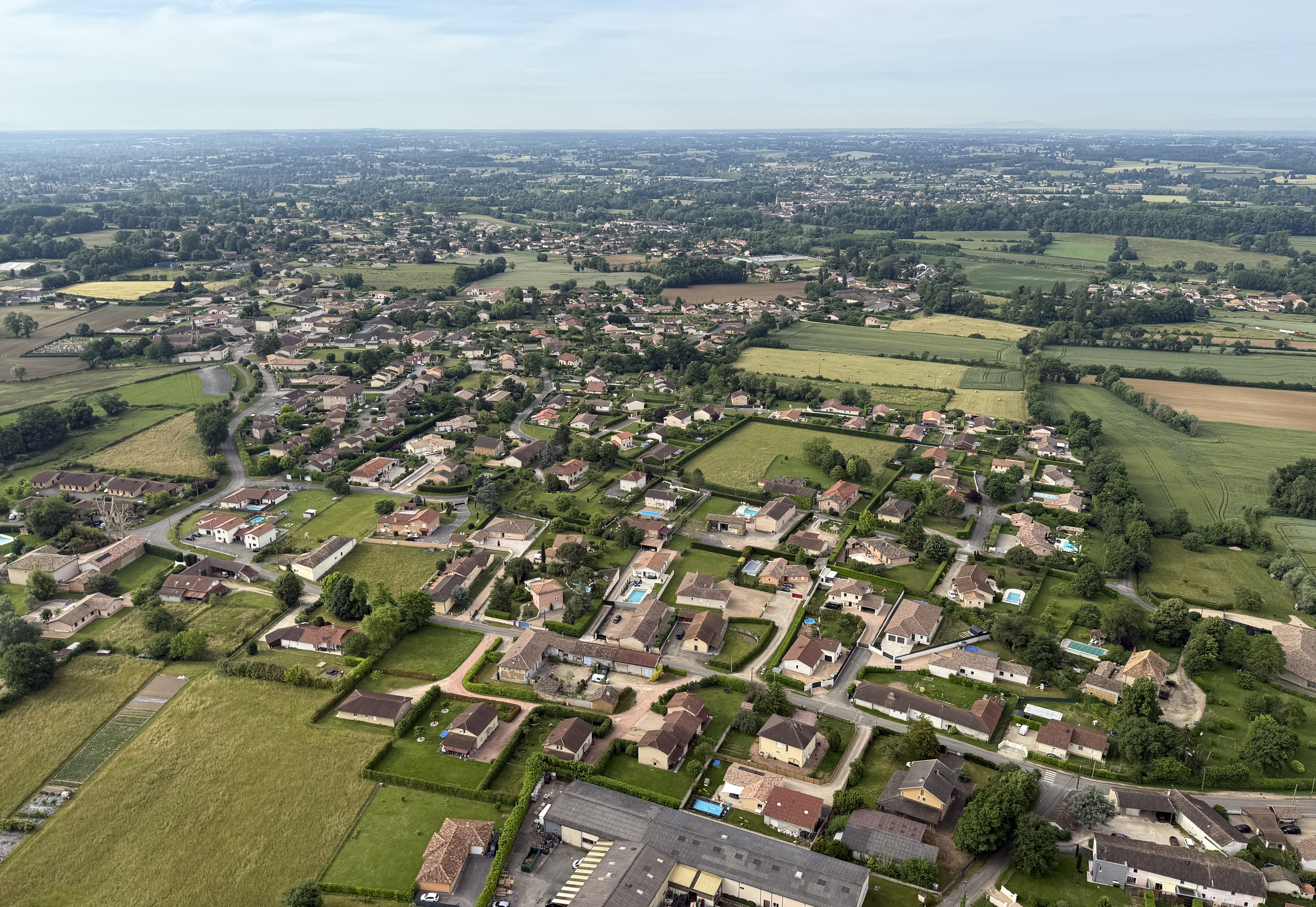
Vue aérienne du bourg depuis le nord.

### Typologie
Au 1er janvier 2024, Crottet est catégorisée bourg rural, selon la nouvelle grille communale de densité à 7 niveaux définie par l'Insee en 2022.
Elle appartient à l'unité urbaine de Crottet-Pont-de-Veyle, une agglomération intra-départementale dont elle est ville-centre,. Par ailleurs la commune fait partie de l'aire d'attraction de Mâcon, dont elle est une commune de la couronne,. Cette aire, qui regroupe 105 communes, est catégorisée dans les aires de 50 000 à moins de 200 000 habitants,.

### Occupation des sols
L'occupation des sols de la commune, telle qu'elle ressort de la base de données européenne d’occupation biophysique des sols Corine Land Cover (CLC), est marquée par l'importance des territoires agricoles (74,2 % en 2018), une proportion sensiblement équivalente à celle de 1990 (74,4 %). La répartition détaillée en 2018 est la suivante : 
prairies (42,2 %), zones agricoles hétérogènes (32 %), zones urbanisées (14,9 %), forêts (7,9 %), espaces verts artificialisés, non agricoles (2,4 %), eaux continentales (0,6 %).
L'évolution de l’occupation des sols de la commune et de ses infrastructures peut être observée sur les différentes représentations cartographiques du territoire : la carte de Cassini (XVIIIe siècle), la carte d'état-major (1820-1866) et les cartes ou photos aériennes de l'IGN pour la période actuelle (1950 à aujourd'hui).

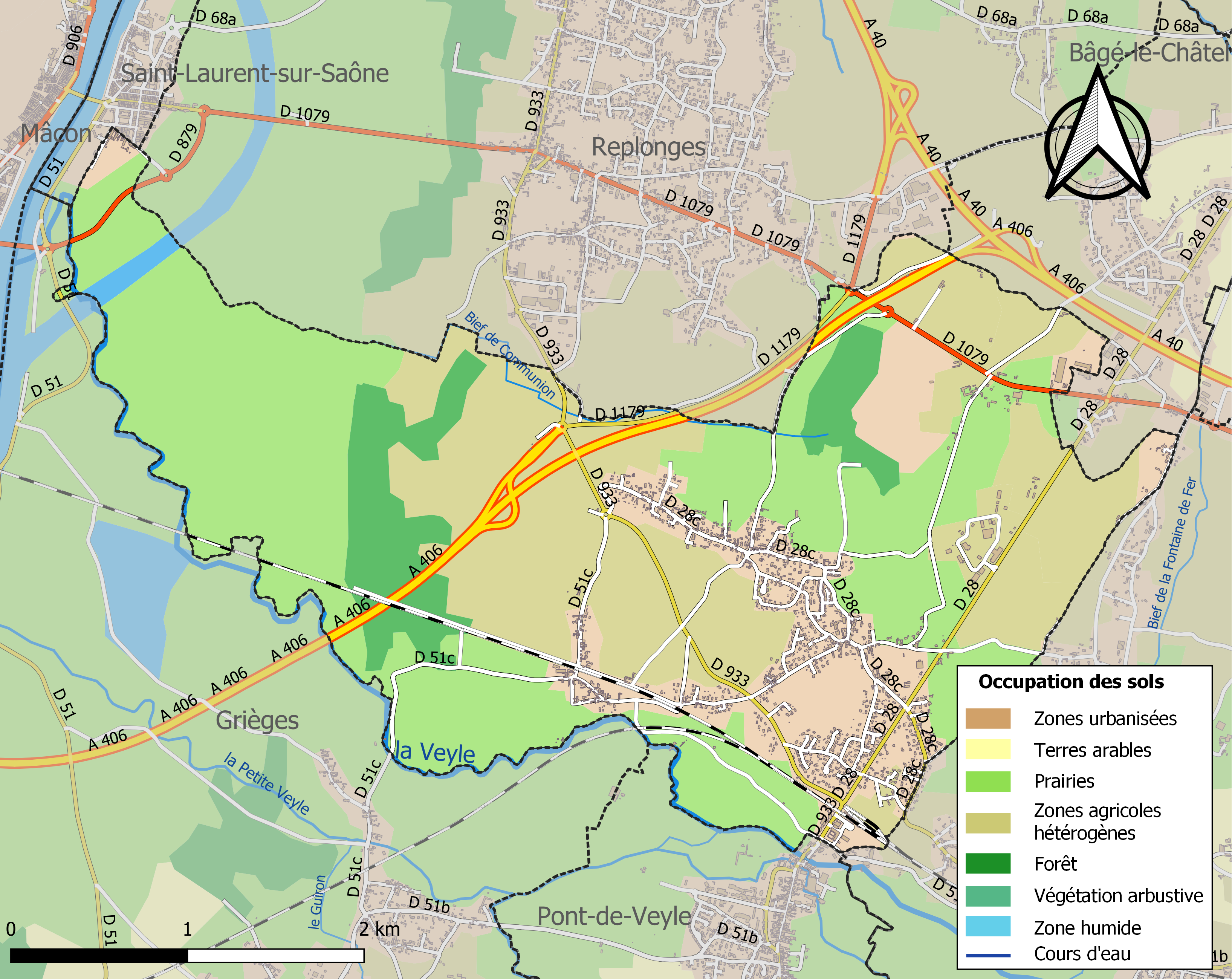
Carte des infrastructures et de l'occupation des sols de la commune en 2018 (CLC).

## Toponymie

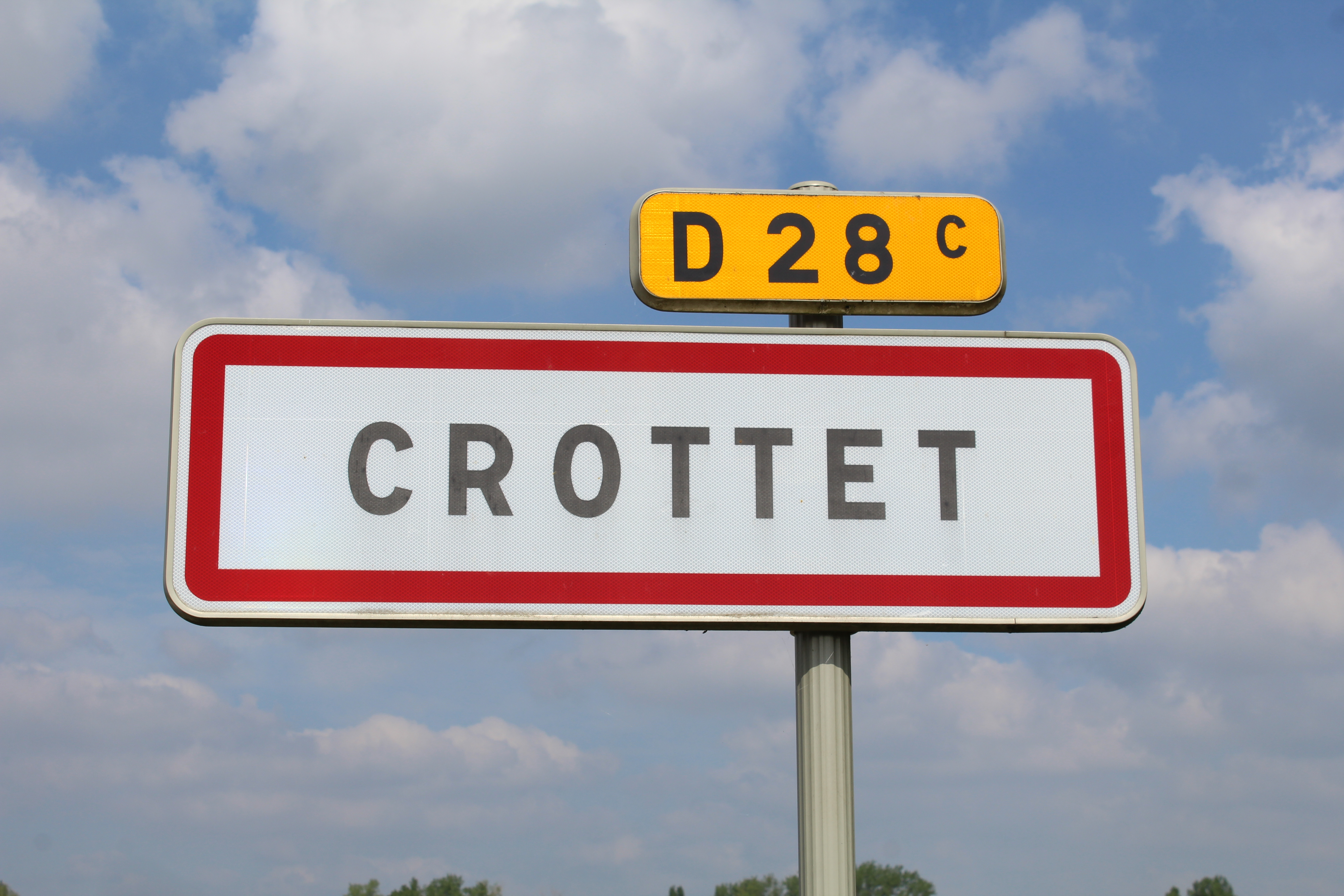
Panneau d'entrée du village.

### Attestations anciennes
Crotel est la première mention au village qui se fait dans la cartulaire de Saint-Vincent-de-Mâcon en 892. En 1018, la même source cite Villa Croteldi.
Le cartulaire lyonnais évoque Crotel en 1229 et le pouillé de Lyon utilise Crotez pour se référer à la paroisse. Vingt-six ans plus tard, selon les titres de Laumusse, le nom du village est Croteil.
Croteyl est référencé dans le terrier de Sermoyer en 1337 qui évoque Crotellio en 1350.
Ce n'est qu'en 1636 qu'on trouve le nom actuel de Crottet dans les archives de l'Ain. Néanmoins, durant la Révolution française en 1789, Crotez est cité dans le pouillé de Lyon. En 1793, les archives démographiques utilisent Crotet qui devient Crottet dans le bulletin des lois en 1801.

### Origine du nom
Tenant son origine du bas latin crotum signifiant creux ou fossé, du latin crypto dont la signification est souterrain et du grec kruptos, qui veut dire caché, Crottet signifie grotte, creux fait dans la terre, cave. Ce nom fait sûrement état de l'existence d'une caverne construite ou aménagée de main d'homme, qui aurait pu servir de cave, de réservoir pour les eaux souterraines ou de remise.

## Histoire

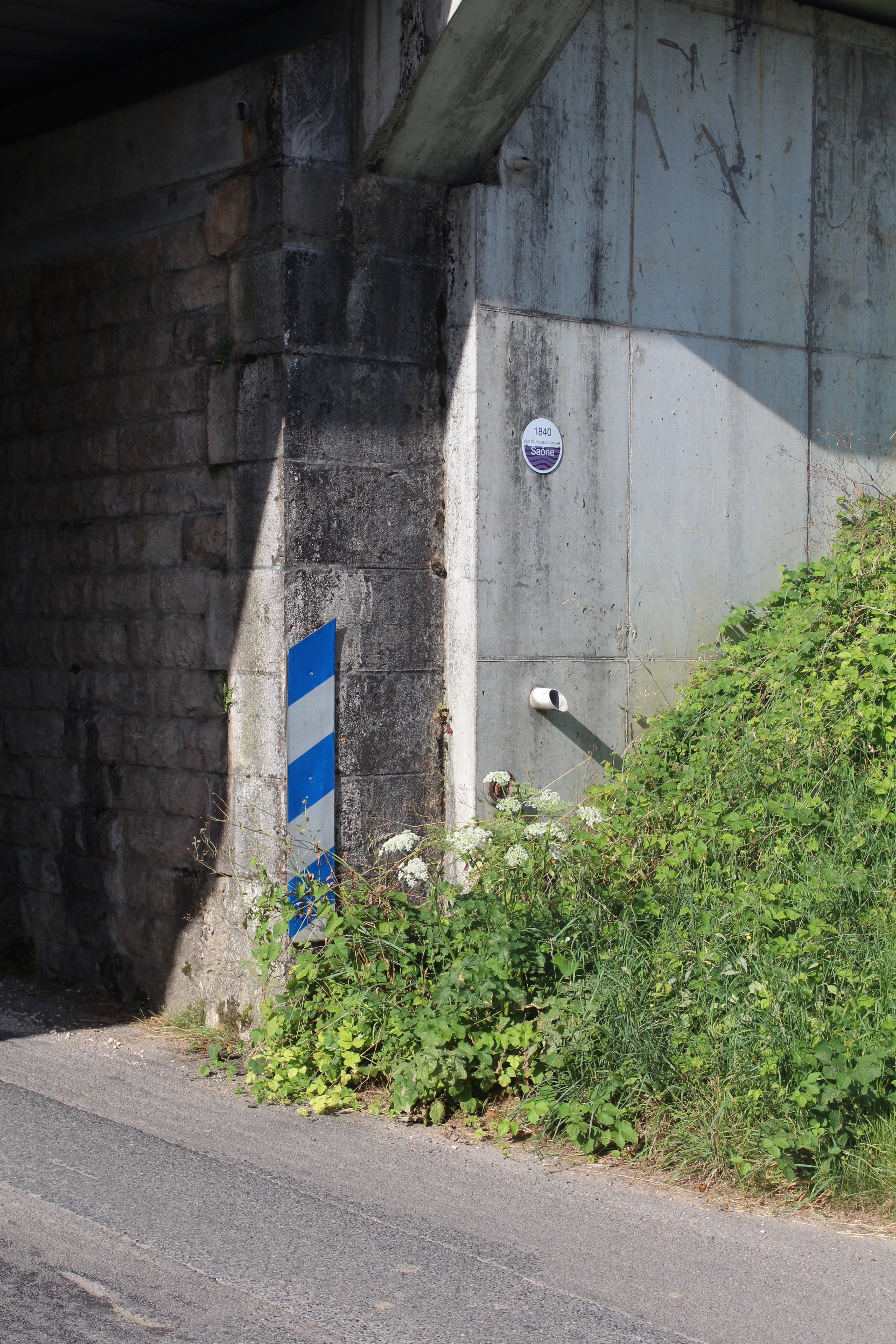
Niveau de la crue de 1840 au hameau de Chavannes situé à 3.5 kilomètres de la Saône par orthodromie.

- Village mentionné dès le XIe siècle.
- En 1601, après la fin de la guerre franco-savoyarde qui se termine par le traité de Lyon, Crottet devient française avec l'acquisition par la France de la Bresse, du Bugey, du Valromey et du pays de Gex. Elle est par la suite intégrée à la province bourguignonne.
- La Saône fait souvent l'objet de crues qui inondent régulièrement les prairies du val de Saône. Deux d'entre elles furent particulièrement marquantes. La plus importante crue connue date de 1840, la deuxième plus importante date de 1955.

## Politique et administration

### Rattachements administratifs et électoraux
Durant l'Ancien Régime, Crottet était une communauté du mandement de Bâgé et du bailliage, de l'élection et de la subdélégation de Bourg.
Lors de la création des départements par la Révolution française, elle est intégrée au département de l'Ain et au district de Châtillon-les-Dombes. En 1800, après la suppression des districts, elle intègre l'arrondissement de Bourg-en-Bresse mais reste dans le canton de Pont-de-Veyle. En mars 2015, à l'occasion des élections départementales, le décret du 13 février 2014 portant sur le redécoupage cantonal des cantons de l'Ain entre en vigueur. Ainsi, la commune ainsi que toutes celles du canton de Pont-de-Veyle sont intégrées au nouveau canton de Vonnas.
Le 1er janvier 2016, la commune qui appartenait jusqu'alors à la région Rhône-Alpes devient une commune de la région Auvergne-Rhône-Alpes à la suite de la fusion de la région avec celle d'Auvergne.
En 1958, la commune fait partie de la première circonscription de l'Ain pour l'élection des députés. En 1986, le département connaît un redécoupage de ses circonscriptions avec l'ajout d'un qui a pour effet l'ajout d'une quatrième dont la commune fait partie à partir des élections législatives de 1988. Malgré un nouveau découpage en 2012 qui permet l'ajout d'une cinquième circonscription dans l'Ain, Crottet reste dans la quatrième.
Du point de vue judiciaire, la commune relève du tribunal d'instance, du tribunal de grande instance, du tribunal pour enfants, du conseil de prud'hommes, du tribunal de commerce et du tribunal paritaire des baux ruraux de Bourg-en-Bresse. De plus, elle relève aussi de la cour d'assises de l'Ain, elle-même située à Bourg. Enfin, Crottet dépend de la cour d'appel, du tribunal administratif et de la cour administrative d'appel de Lyon.

### Administration municipale
De par sa population, la commune a un conseil municipal composé de dix-neuf conseillers municipaux dont le maire et ses cinq adjoints,. Cinq commissions ont été mises en place : Affaires scolaires-jeunesse et sport, économie et finances, environnement-cadre de vie, urbanisme / sécurité routière, affaires culturelles-vie associative.

### Liste des maires successifs
| Période | Période  | Identité                | Étiquette      | Qualité                          |
| ------- | -------- | ----------------------- | -------------- | -------------------------------- |
| 2001    | 2004     | Jean-Paul Rigaud        |                | Retraité                         |
| 2004    | 2020     | Daniel Perruche         | DVD            | Retraité - réélu en 2008 et 2014 |
| 2020    | En Cours | Jean-Philippe Lhôtelais | Sans étiquette | Retraité                         |

### Tendances politiques et résultats
| Scrutin             | Scrutin             | 1er tour | 1er tour | 1er tour | 1er tour | 1er tour   | 1er tour | 1er tour | 1er tour    | 1er tour | 1er tour | 1er tour     | 1er tour | 2d tour | 2d tour | 2d tour | 2d tour | 2d tour | 2d tour |
| Scrutin             | Scrutin             | 1er      | 1er      | %        | 2e       | 2e         | %        | 3e       | 3e          | %        | 4e       | 4e           | %        | 1er     | 1er     | %       | 2e      | 2e      | %       |
| ------------------- | ------------------- | -------- | -------- | -------- | -------- | ---------- | -------- | -------- | ----------- | -------- | -------- | ------------ | -------- | ------- | ------- | ------- | ------- | ------- | ------- |
| Présidentielle 2017 | Présidentielle 2017 |          | FN       | 29,41    |          | EM         | 22,70    |          | LR          | 19,67    |          | LFI          | 12,50    |         | EM      | 57,37   |         | FN      | 42,63   |
| Présidentielle 2022 | Présidentielle 2022 |          | RN       | 31,03    |          | LREM       | 30,75    |          | LFI         | 11,21    |          | REC          | 8,60     |         | LREM    | 50,70   |         | RN      | 49,30   |
| Législatives 2022   | 4e                  |          | RN       | 26,03    |          | LREM (ENS) | 17,20    |          | LFI (NUPES) | 15,37    |          | LREM (diss.) | 14,18    |         | RN      | 65,94   |         | LFI     | 34,06   |
| Législatives 2024   | 4e                  |          | RN       | 47,05    |          | HOR (ENS)  | 21,72    |          | EELV (NFP)  | 18,02    |          | LR           | 12,21    |         | RN      | 50,80   |         | HOR     | 49,20   |

### Intercommunalité
Jusqu'au 31 décembre 2016, Crottet était une commune de la communauté de communes du canton de Pont-de-Veyle. Cette structure fut fondée le 23 novembre 1998 à la suite de la dissolution du SIVOM du canton de Pont-de-Veyle et du SIVU pour l'accueil des entreprises et d'activités économiques de Pont-de-Veyle et sa région. Depuis le 1er janvier 2017, la commune est intégrée à la nouvelle communauté de communes de la Veyle qui regroupe l'ancienne intercommunalité à celle des Bords de Veyle. Le siège est fixé à Pont-de-Veyle.
Toutefois, ce n'est pas la seule structure intercommunale dont fait partie la commune. On peut mentionner le syndicat mixte Bresse Val de Saône créé en 1995 et regroupant 40 communes,. Son but est de négocier les procédures que proposent l'Union européenne, l'État ou la région Auvergne-Rhône-Alpes qui pourraient développer un territoire plus vaste que la simple communauté de communes.
La commune étant traversée par la Veyle, elle appartient au syndicat mixte Veyle Vivante dont le siège est situé au bâtiment de la gare de Mézériat. Le travail de cette organisation est de surveiller la qualité des eaux du bassin, de préserver les zones humides ou de remettre en état certains ouvrages.
Enfin, comme la totalité des communes du département de l'Ain, le village appartient au syndicat intercommunal d'énergie et de e-communication de l'Ain, organisation fondée le 11 mars 1950. Le syndicat est compétent dans la gestion des réseaux d'électrification, de gaz, de l'éclairage public, de la communication électronique. En plus de ces compétences, la structure accompagne les communes pour qu'elles puissent maîtriser leur consommation d'énergie, gère un système d'information géographique et a mis en place dans le département, par l'intermédiaire de sa régie Réso-Liain, un réseau de fibre optique pour avoir accès à Internet à très haut débit.

### Jumelages
| \| Localisation des villes jumelées avec Crottet. Straubenhardt Crottet \| Localisation des communes jumelées. |
| Straubenhardt Crottet                                                                                          |

La communauté de communes du canton de Pont-de-Veyle dont la commune fait partie est jumelée avec la commune de Straubenhardt localisée dans le Bade-Wurtemberg en Allemagne à la porte nord de la Forêt-Noire entre Karlsruhe et Pforzheim. Commune composée de cinq villages que sont Conweiler, Feldrennach & Pfinzweiler, Langenalb, Ottenhausen et Schwann, Straubenhardt a commencé à lier des contacts avec le canton de Pont-de-Veyle dès 1995 grâce à Roger Herbet. Ce dernier, un bressan qui vivait dans la localité allemande, organisa une rencontre entre Christophe Greffet alors maire de Saint-Genis-sur-Menthon et Willy Rushman, bourgmestre de Straubenhardt. Est alors née une volonté de tisser de nouveaux liens entre les deux localités par le biais des collégiens qui commencèrent à créer des échanges dès 1996.

## Population et société

### Démographie
L'évolution du nombre d'habitants est connue à travers les recensements de la population effectués dans la commune depuis 1793. Pour les communes de moins de 10 000 habitants, une enquête de recensement portant sur toute la population est réalisée tous les cinq ans, les populations de référence des années intermédiaires étant quant à elles estimées par interpolation ou extrapolation. Pour la commune, le premier recensement exhaustif entrant dans le cadre du nouveau dispositif a été réalisé en 2006.
En 2022, la commune comptait 1 844 habitants, en évolution de +6,34 % par rapport à 2016 (Ain : +5,15 %, France hors Mayotte : +2,11 %).
| 1793 | 1800 | 1806 | 1821 | 1831 | 1836 | 1841 | 1846 | 1851 |
| ---- | ---- | ---- | ---- | ---- | ---- | ---- | ---- | ---- |
| 806  | 720  | 730  | 769  | 815  | 818  | 793  | 821  | 833  |

| 1856 | 1861 | 1866 | 1872 | 1876 | 1881 | 1886 | 1891 | 1896 |
| ---- | ---- | ---- | ---- | ---- | ---- | ---- | ---- | ---- |
| 838  | 738  | 740  | 701  | 690  | 680  | 677  | 670  | 669  |

| 1901 | 1906 | 1911 | 1921 | 1926 | 1931 | 1936 | 1946 | 1954 |
| ---- | ---- | ---- | ---- | ---- | ---- | ---- | ---- | ---- |
| 708  | 718  | 732  | 637  | 636  | 656  | 626  | 640  | 675  |

| 1962 | 1968 | 1975 | 1982 | 1990  | 1999  | 2006  | 2011  | 2016  |
| ---- | ---- | ---- | ---- | ----- | ----- | ----- | ----- | ----- |
| 682  | 731  | 891  | 986  | 1 313 | 1 477 | 1 649 | 1 722 | 1 734 |

| 2021  | 2022  | - | - | - | - | - | - | - |
| ----- | ----- | - | - | - | - | - | - | - |
| 1 818 | 1 844 | - | - | - | - | - | - | - |

### Enseignement

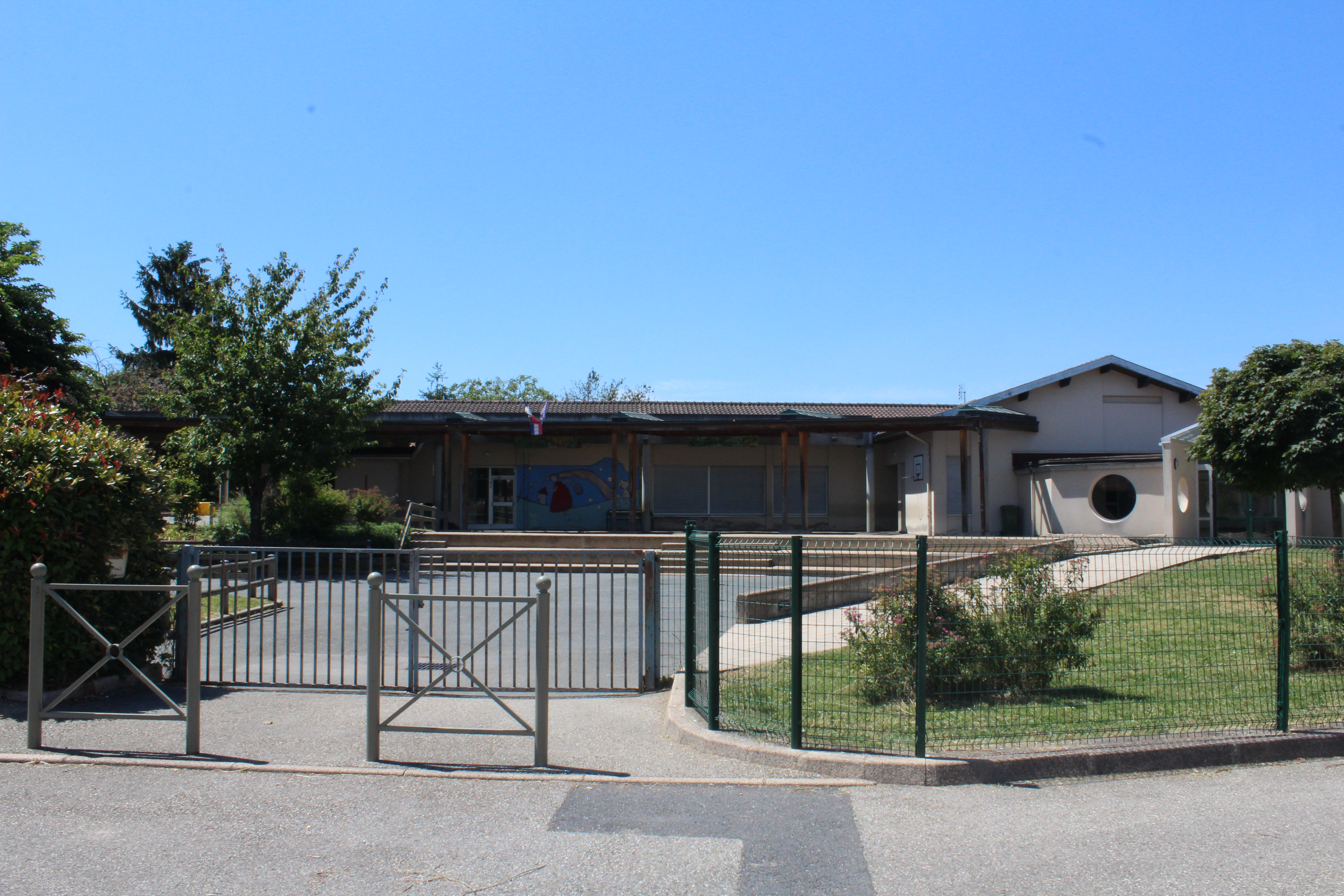
Entrée de l'école communale.

Appartenant à l'académie de Lyon, la commune possède une école publique de la petite section jusqu'au CM2, les niveaux sont répartis dans sept classes. Les élèves de la commune passant en 6e sont dirigés au collège George-Sand de Pont-de-Veyle. Enfin, le lycée de secteur de la commune est le lycée Lamartine, situé à Mâcon dans la région bourguignonne.

### Sports

#### Clubs sportifs
- Le Tennis Club Veyle Saône est un club né de la fusion de quatre associations dont celle de la commune (Tennis Club de Crottet) en 2015[40].
- L'AS Golf de l'Aumusse la Commanderie est une association sportive de golf.
- Le Club ULM de Crottet est une association de pilotes amateurs.

#### Infrastructures sportives

Quelques équipements sportifs.
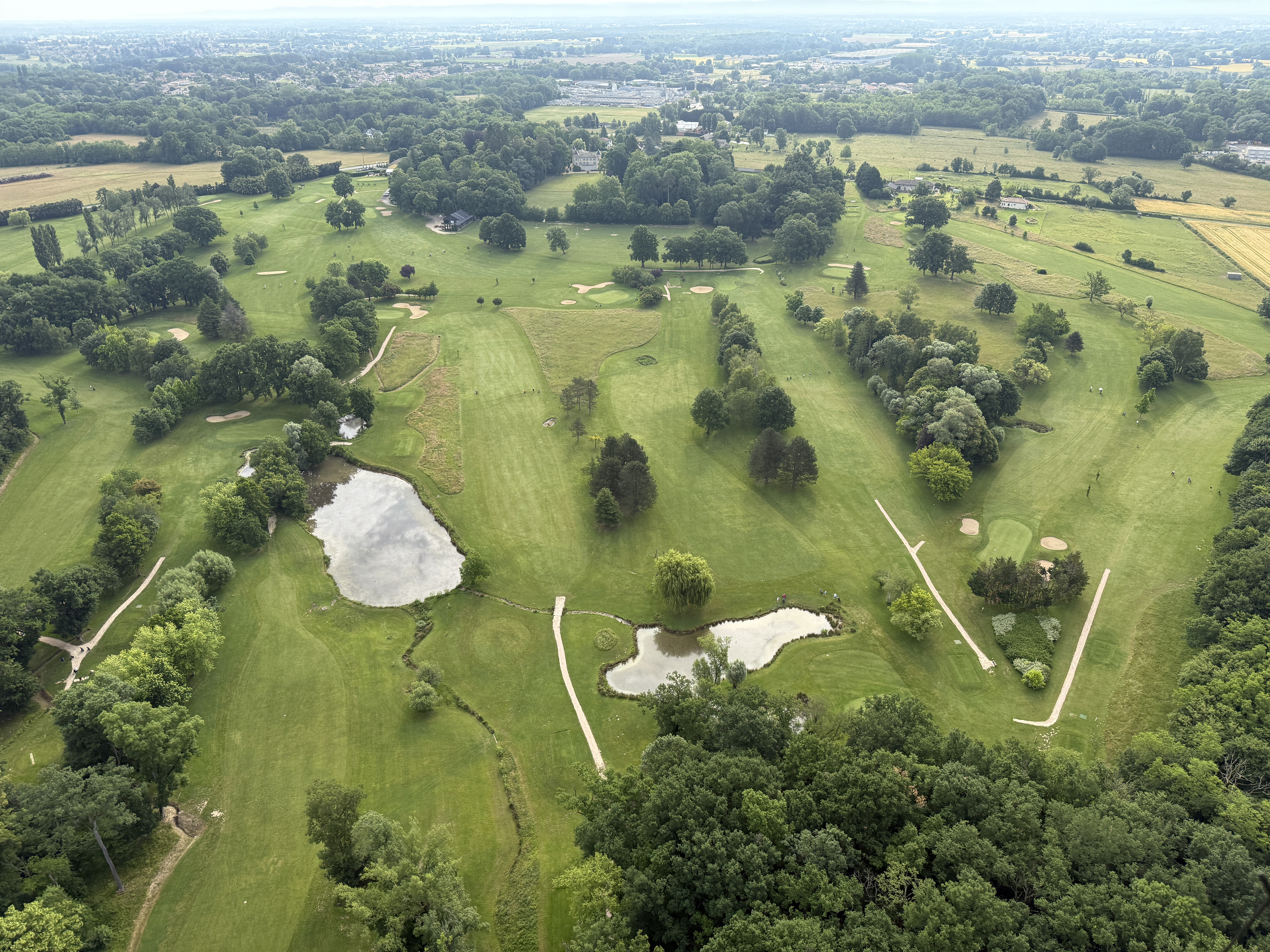
Golf de la Commanderie.
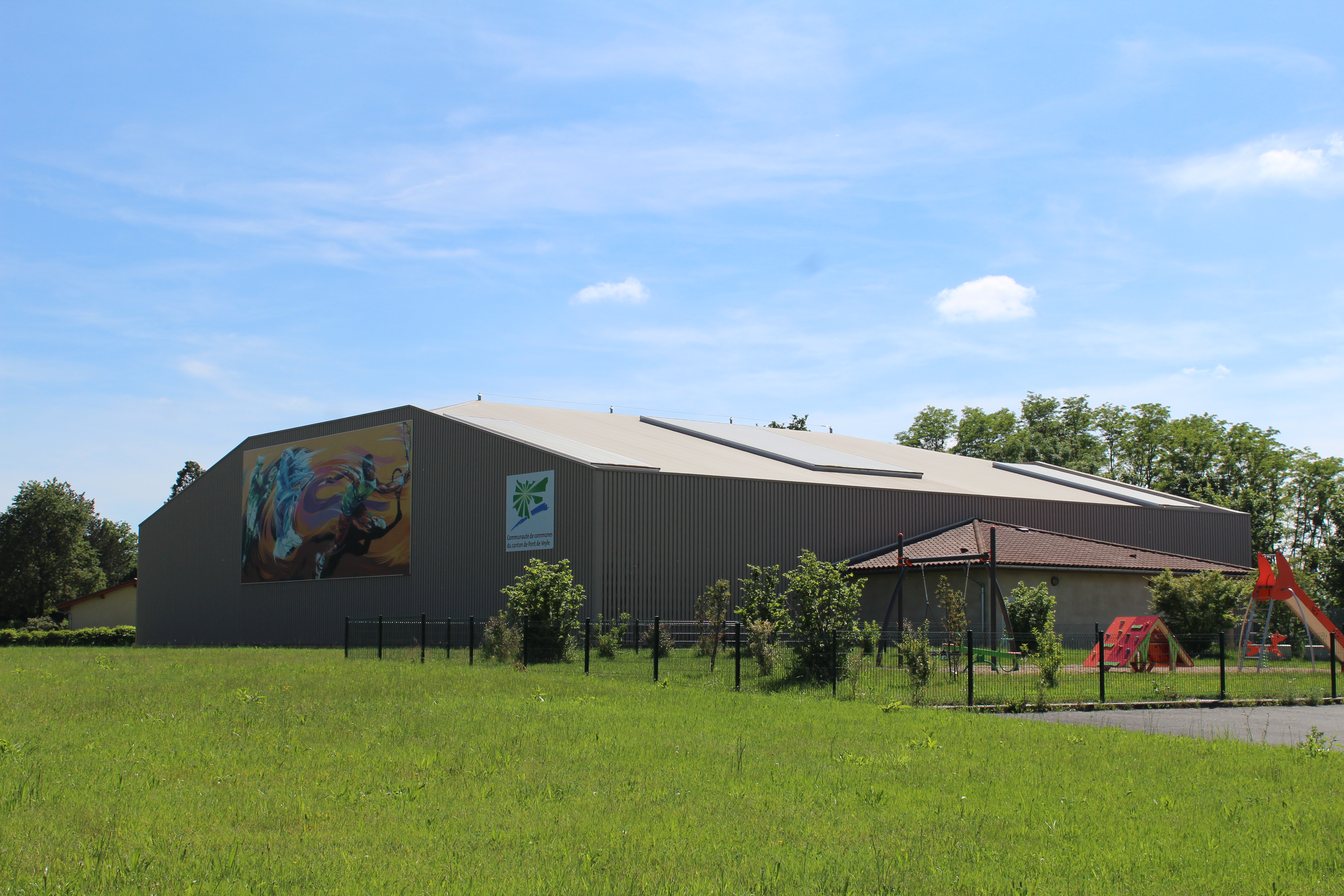
Salle couverte de tennis.
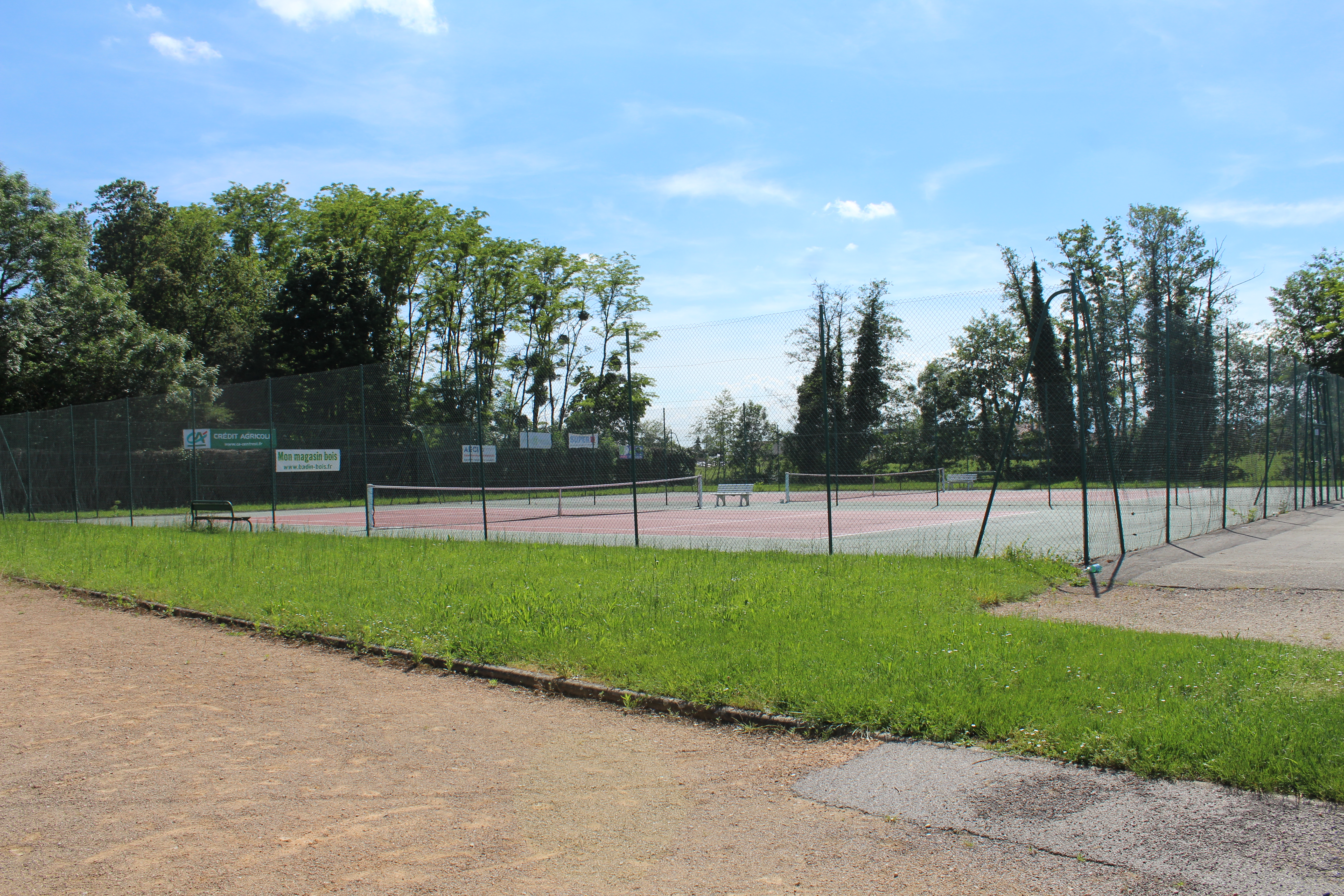
Courts de tennis extérieurs.
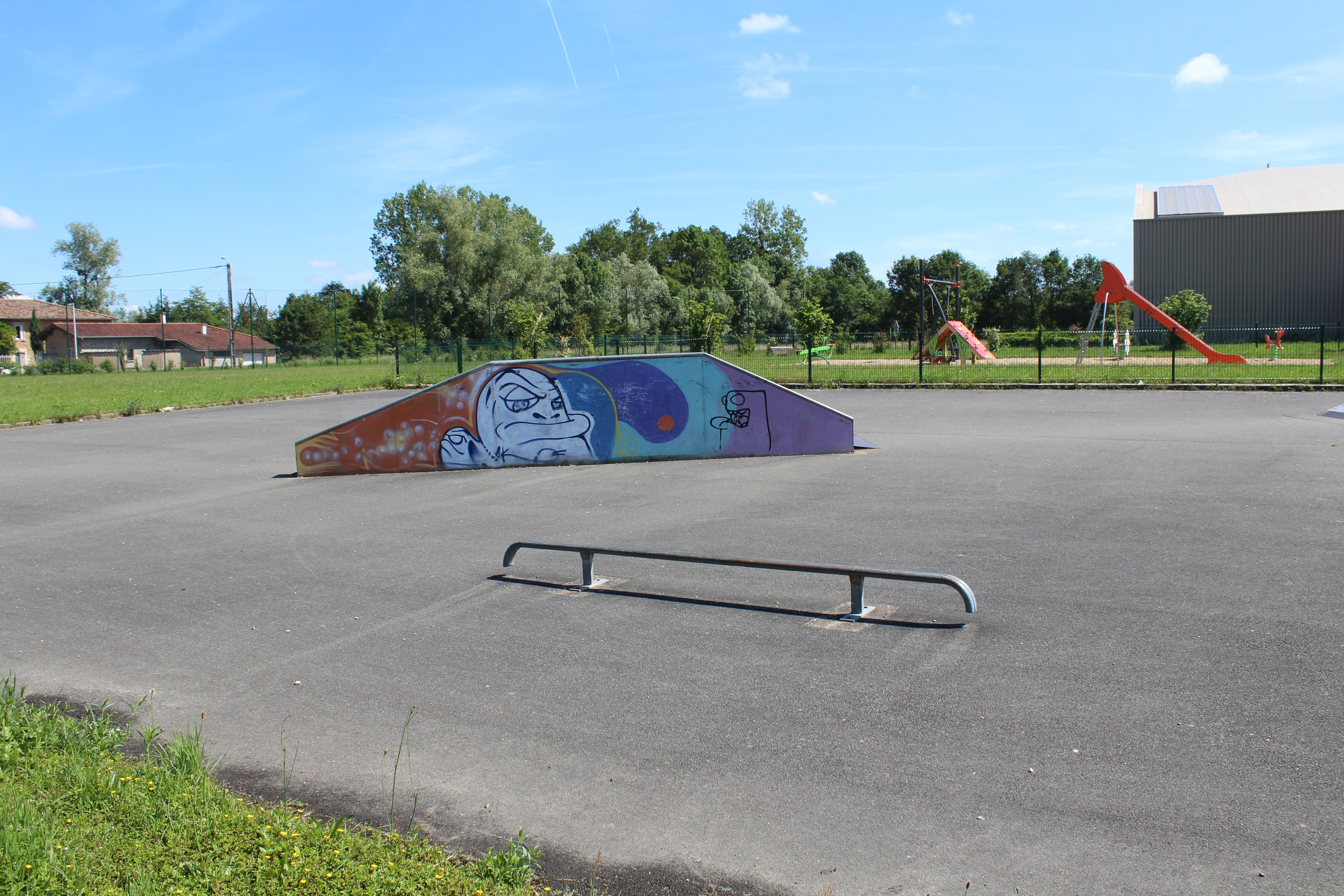
Piste de skate.
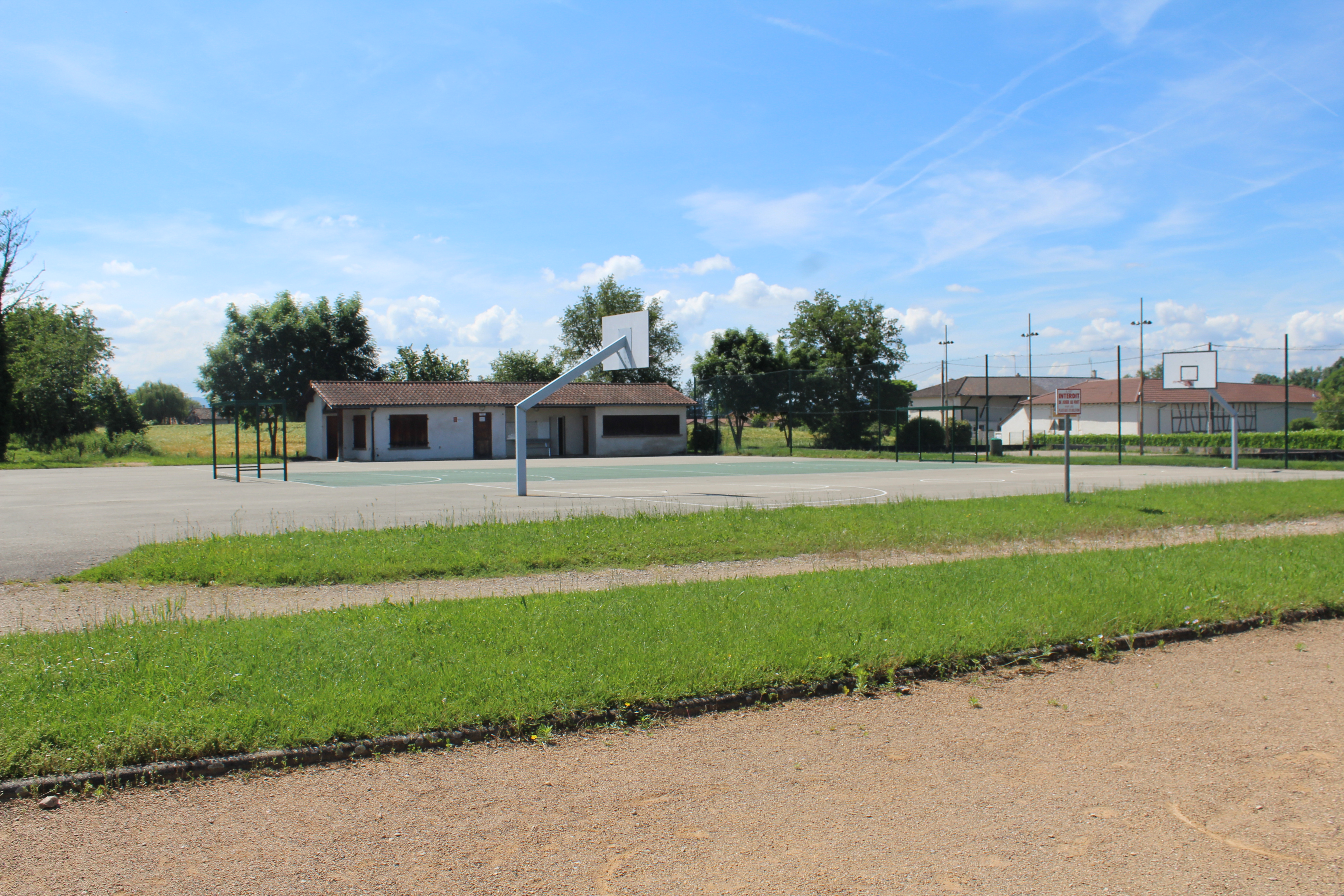
Plateau d'évolution.

- Le golf de la Commanderie est un parc de golf de 18 trous le long de la D 1079.
- Deux terrains de tennis couverts sont accompagnés de deux courts extérieurs.
- Un skatepark, construit par l'intercommunalité, permet la pratique du roller, du skate et du BMX.
- Près de Saint-Laurent, on trouve un terrain de football pour le club de football Saint-Laurentin.
- Une base ULM permet aux habitants des environs de faire leur baptême d'ULM.

### Médias et numérique
Le Progrès est un journal régional diffusant dans les départements de l'Ain, du Jura, du Rhône, de la Loire et de la Haute-Loire. Chaque vendredi est publié le journal local hebdomadaire Voix de l'Ain. De plus, Le Journal de Saône-et-Loire, paru pour la première fois le 2 juillet 1826, est la version saône-et-loirienne du Progrès. Ce journal quotidien paraît dans les environs sous l'édition de Mâcon.
Dans le domaine télévisuel, la chaîne France 3 émet un décrochage local dans la commune par le biais de France 3 Rhône Alpes. Enfin, Radio Scoop est une radio musicale d'Auvergne-Rhône-Alpes qui possède une station à Bourg-en-Bresse diffusant dans l'Ain.
Depuis 2012, la commune dispose du très haut débit avec la fibre optique grâce au réseau public de fibre optique LIAin régi par le syndicat intercommunal d'énergie et de e-communication de l'Ain.

## Économie

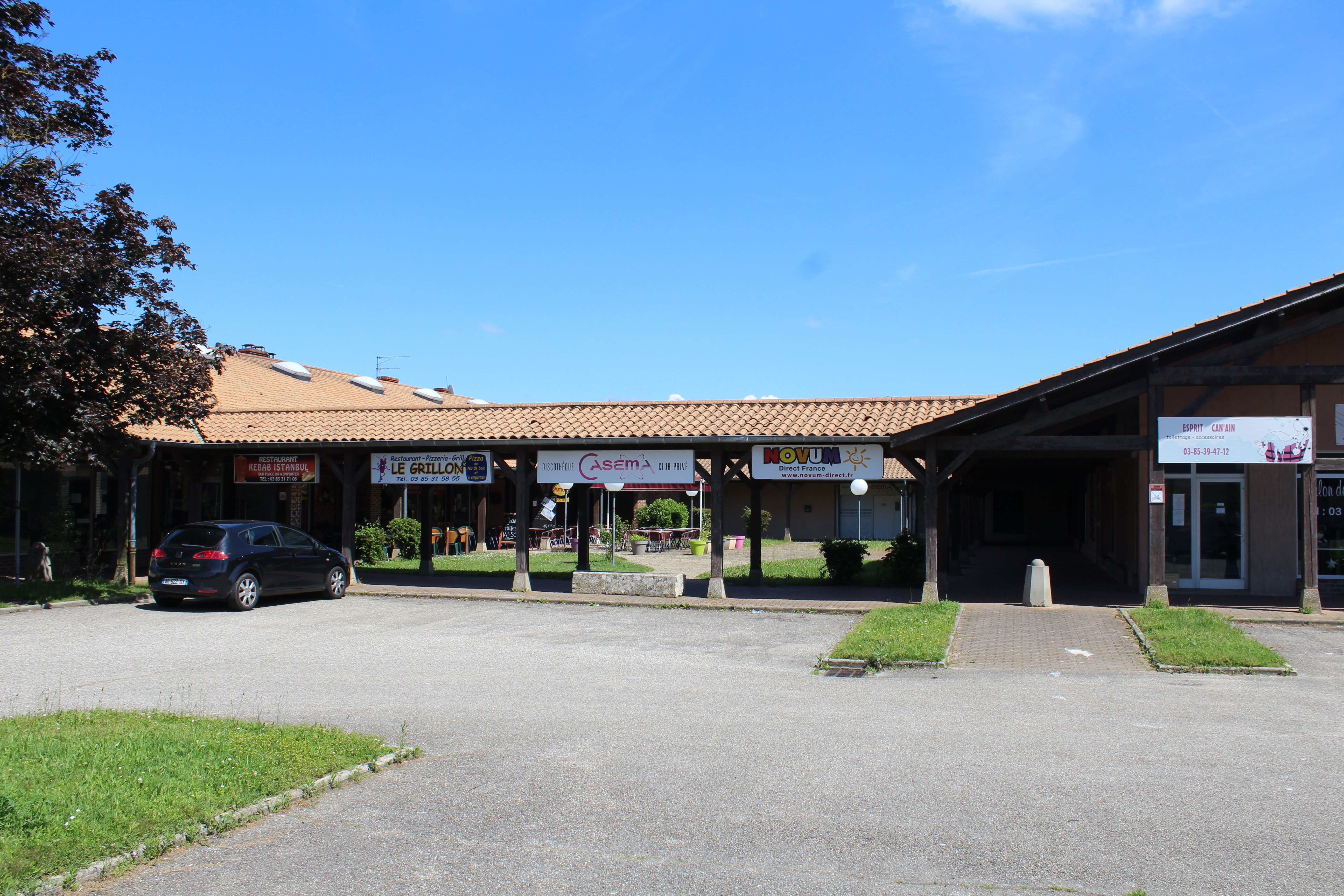
Centre commercial de La Samiane.

- Crottet accueille le parc d’activités de La Fontaine situé le long de la D28. Le site regroupe plusieurs entreprises de construction et de travaux publics, de traitement des eaux usées mais également de l’agroalimentaire, industrie mécanique, commerce automobile.
- Bien que zone de Saint-André-de-Bâgé, une partie de la zone d'activités de la Teppe est située sur le territoire de la commune.
- Entre l'A406 et la D 1079, une nouvelle zone va voir le jour, la zone commerciale des Devets (Parc de la Commanderie)[42] qui accueillera un centre commercial avec un Intermarché.
- Au lieu-dit la Gare, des commerces forment le centre commercial de La Samiane.
- Crottet accueille également depuis 1964 le golf de la Commanderie[43].

## Culture et patrimoine

### Lieux et monuments
- Abbaye de Crottet. Aujourd'hui en ruine, elle est inscrite au titre des monuments historiques depuis 1951[44].
- Vestiges de la maison forte  de Chavannes avec motte (« poype ») et des fossés citée en 1272. Des nobles de Chavannes sont cités depuis 1202[45].
- Château de Laumusse. Mis en vente comme Biens nationaux avec son domaine en 1791[46] c'était une importante commanderie templière. Elle possède une chapelle attenante.
- Ruines du moulin de La Folie, à l'ouest de Crottet, près de Saint-Laurent-sur-Saône sur la Veyle.
- Vieux moulin de Thurignat, sur la Veyle, dont une partie se trouve à Pont-de-Veyle.
- Église Saint-Paul construite au XIXe siècle[47] pour remplacer la précédente. L'entrée de l'édifice est le chœur de l'ancienne bâtisse.
- Chapelle funéraire du cimetière de Pont-de-Veyle.
- Monument érigé par les compagnons, au hameau de Chavannes, pour célébrer les 70 ans de la libération de la commune.
- Monument en l'honneur des enfants de Crottet morts pour la France situé devant l'église.
- Espace du 19-Mars-1962 à la mémoire de Charles Poncin, près de l'école.
- Stèle en l'honneur d'Armand Veille, en face de la mairie. Cet ancien maire de la commune fut tué le 19 août 1944 à Saint-Clément en face de l'église.
- Plusieurs croix de chemins disséminées dans le village aux croisements de voies.

Monuments de la commune.
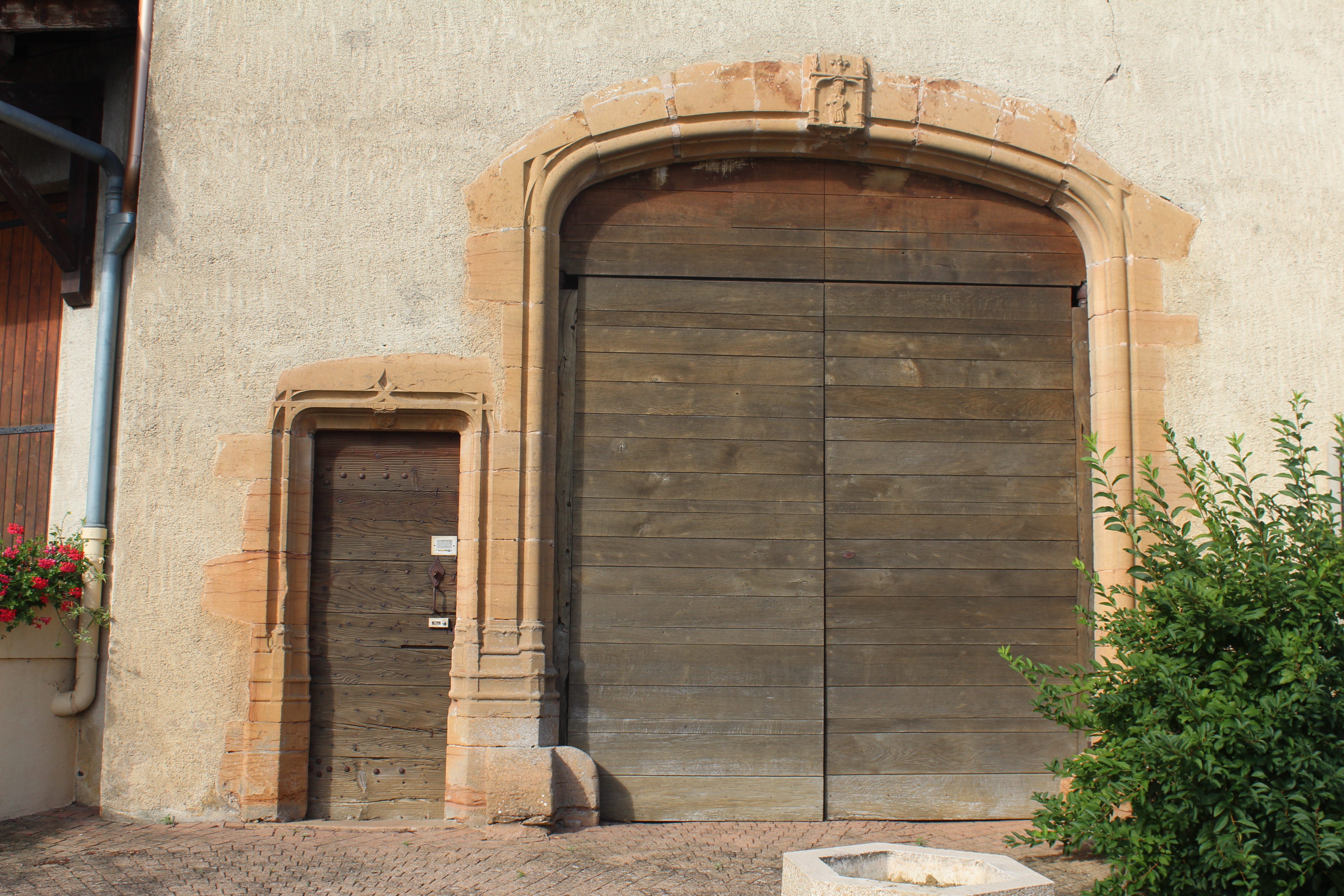
Entrée de l'abbaye de Crottet.
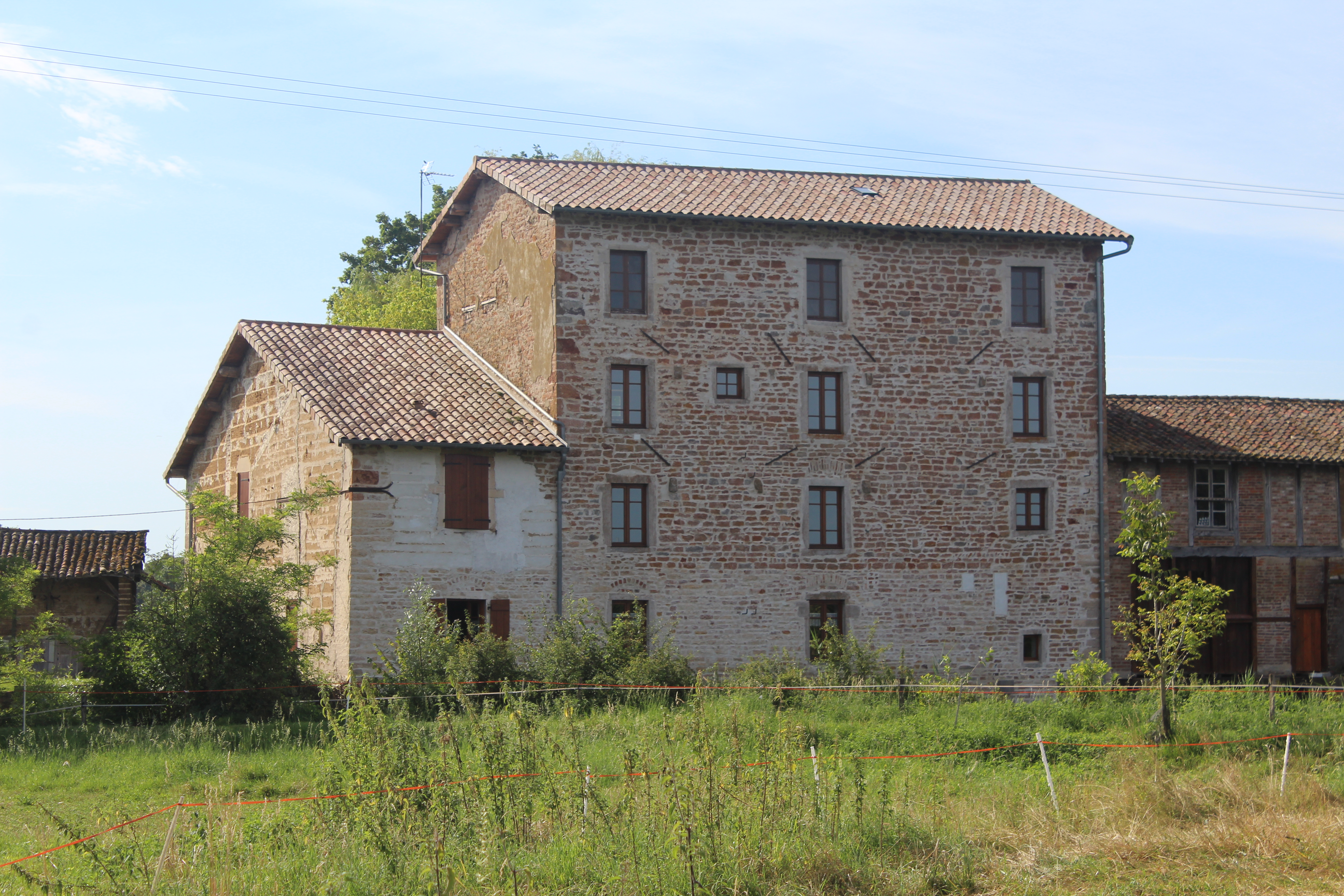
Vieux moulin de Thurignat.
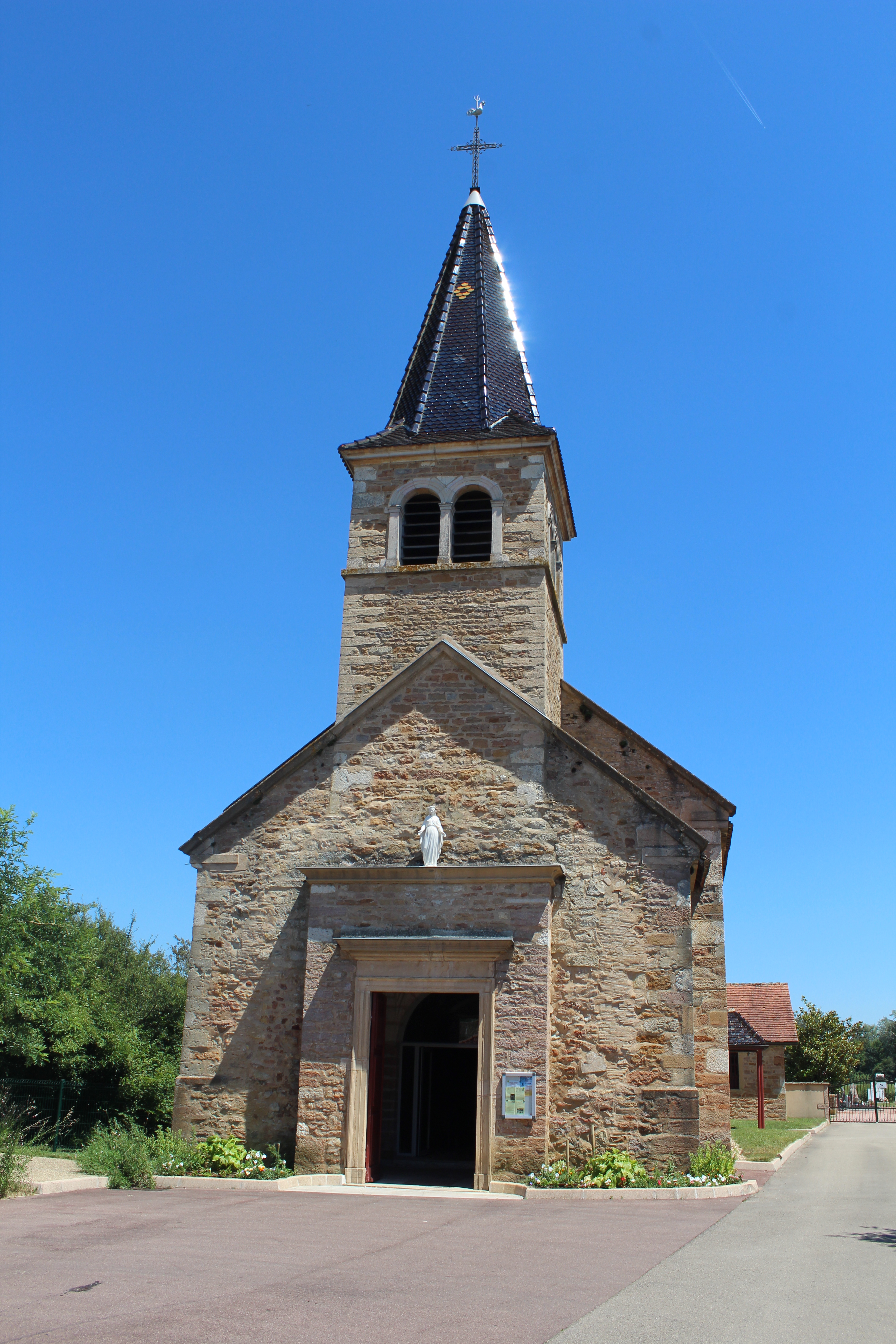
Église Saint-Paul.
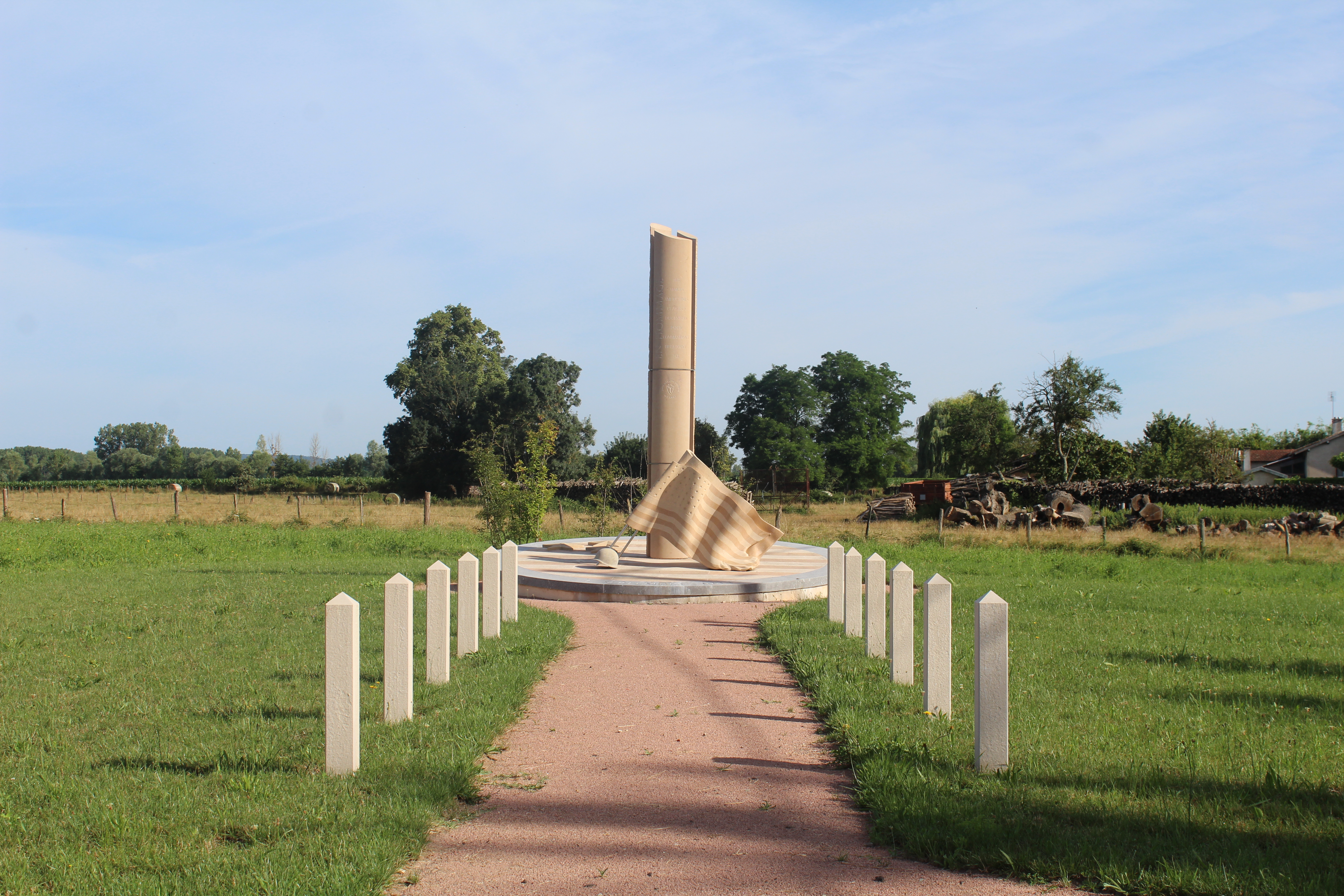
Monument de la libération de la commune.

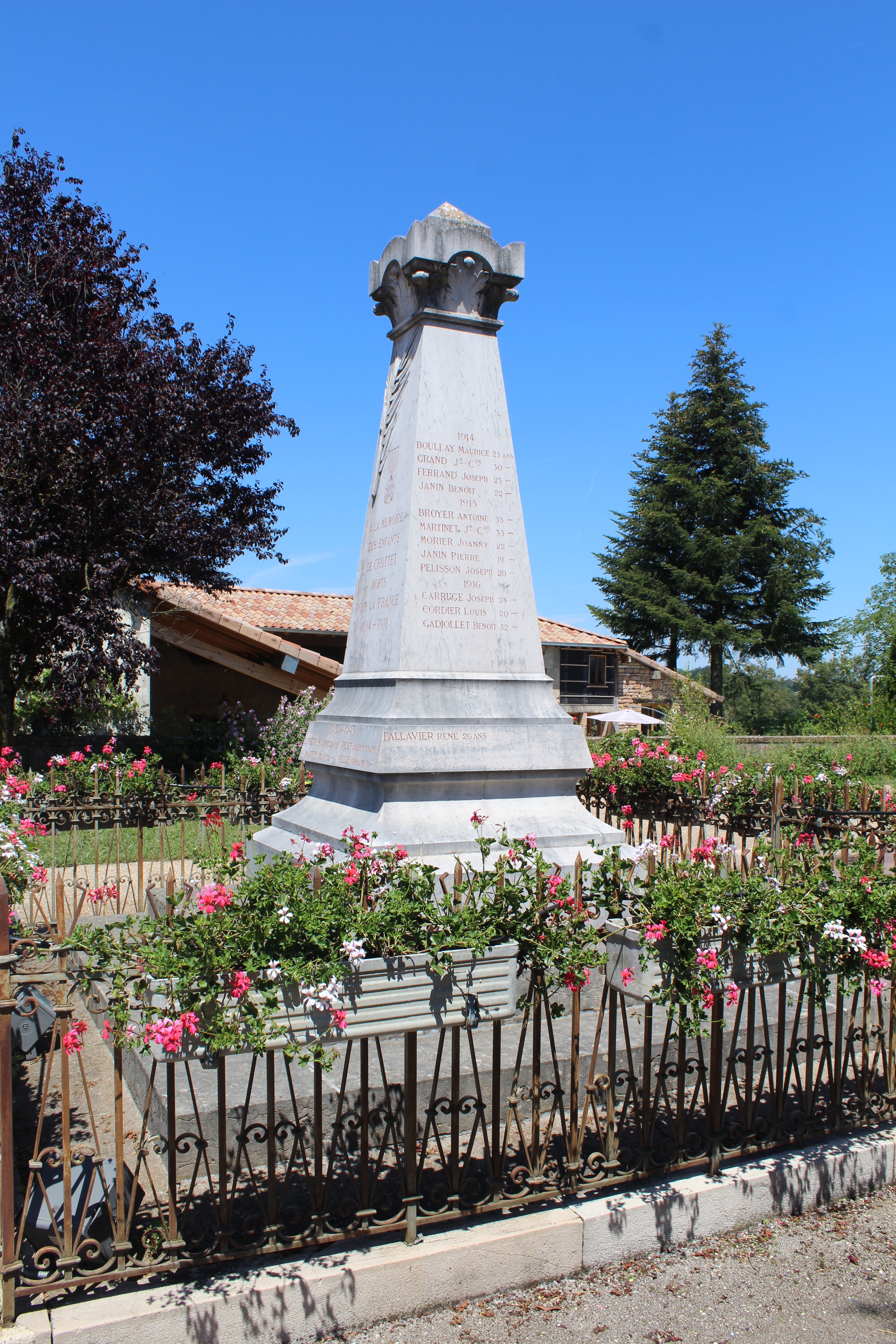
Monument aux morts.
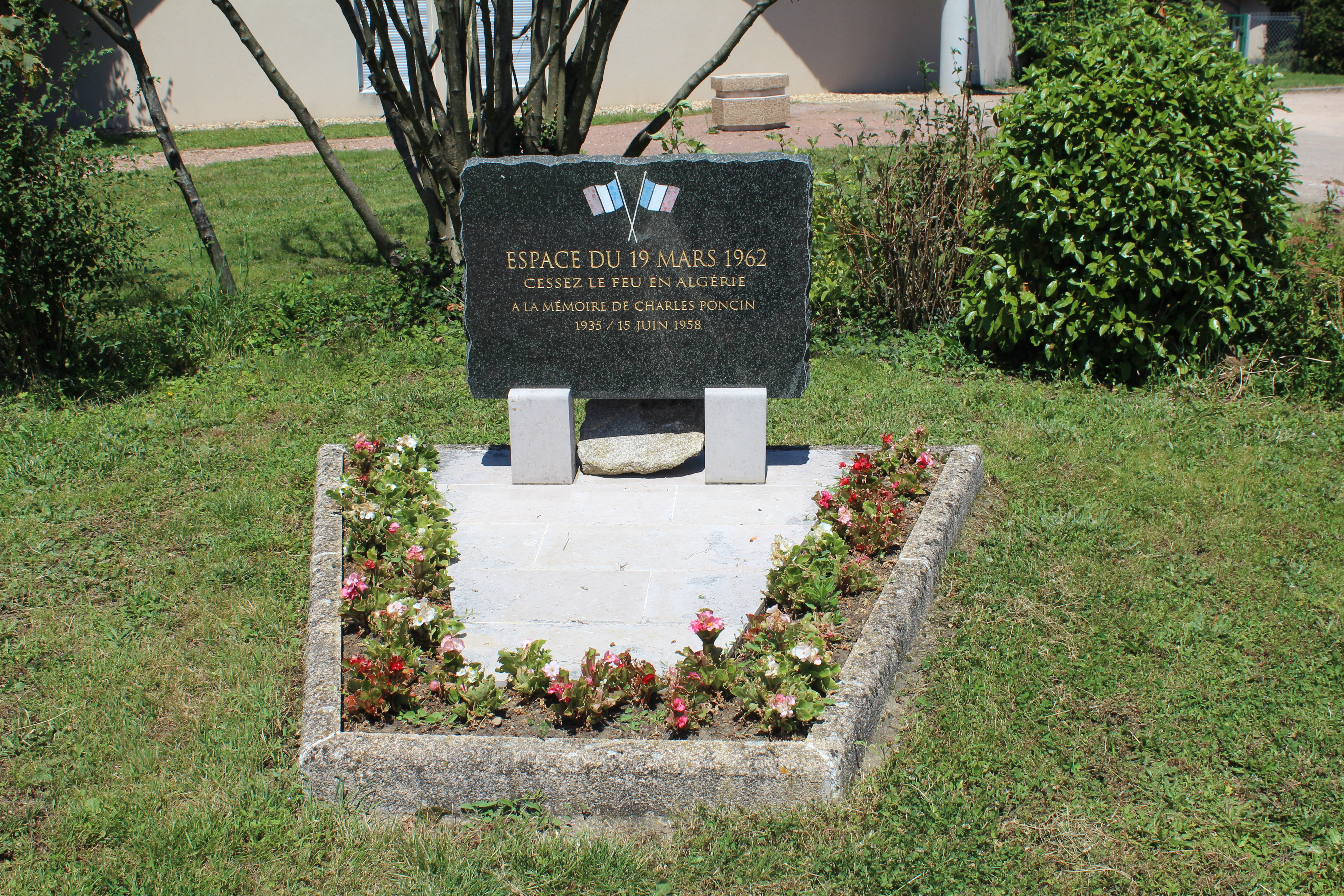
Espace du 19-Mars-1962.
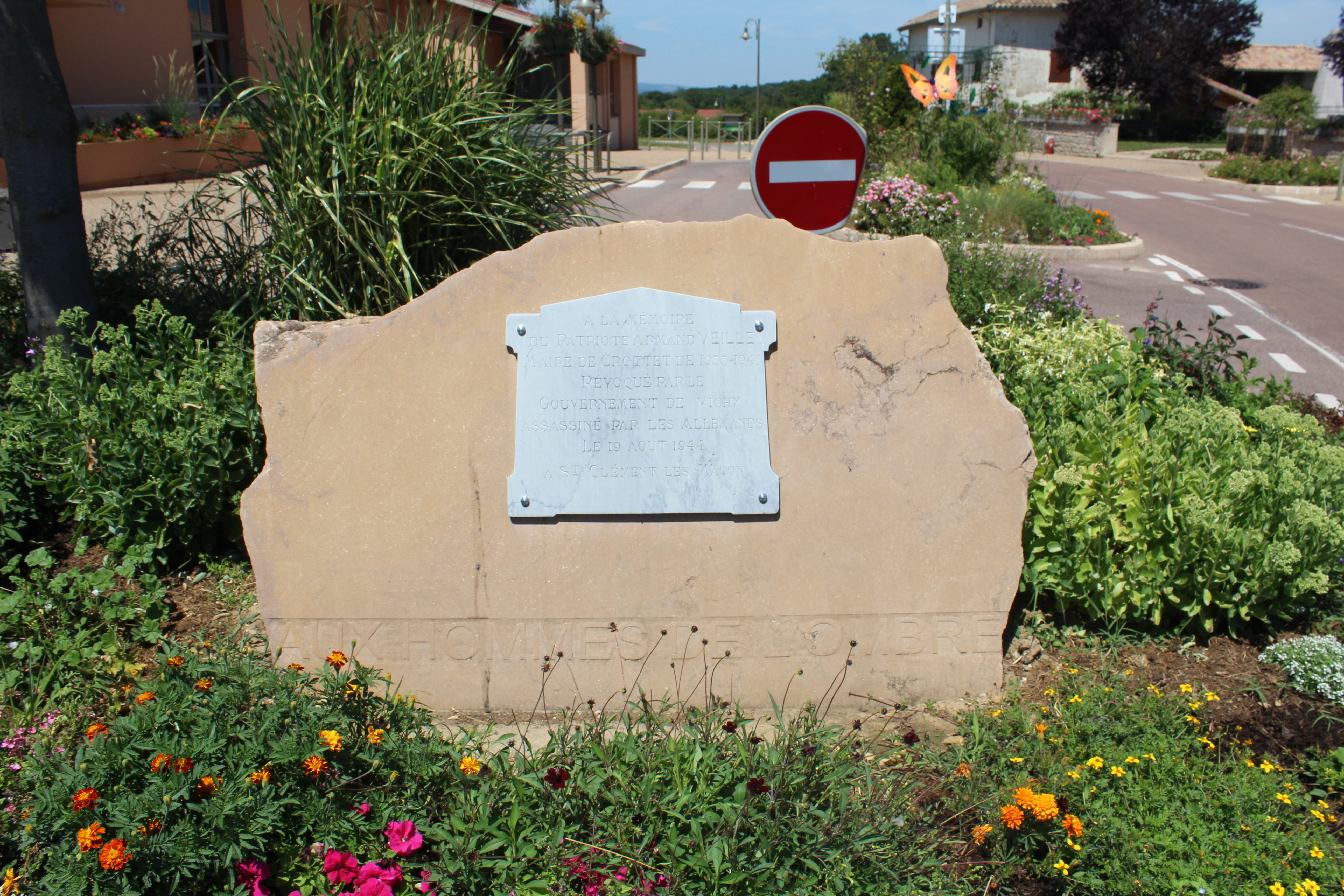
Stèle Armand Veille.
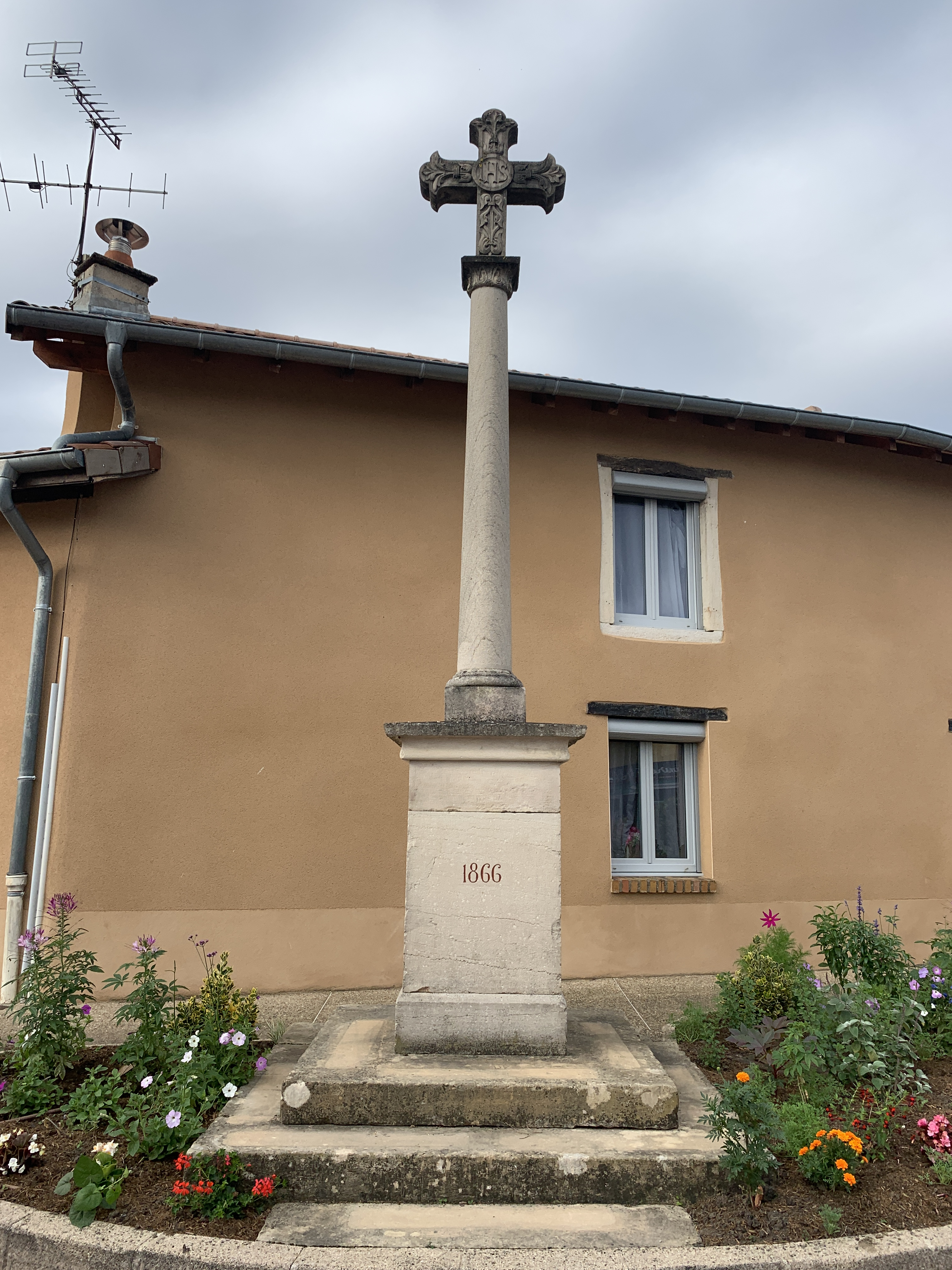
Croix Guérin.
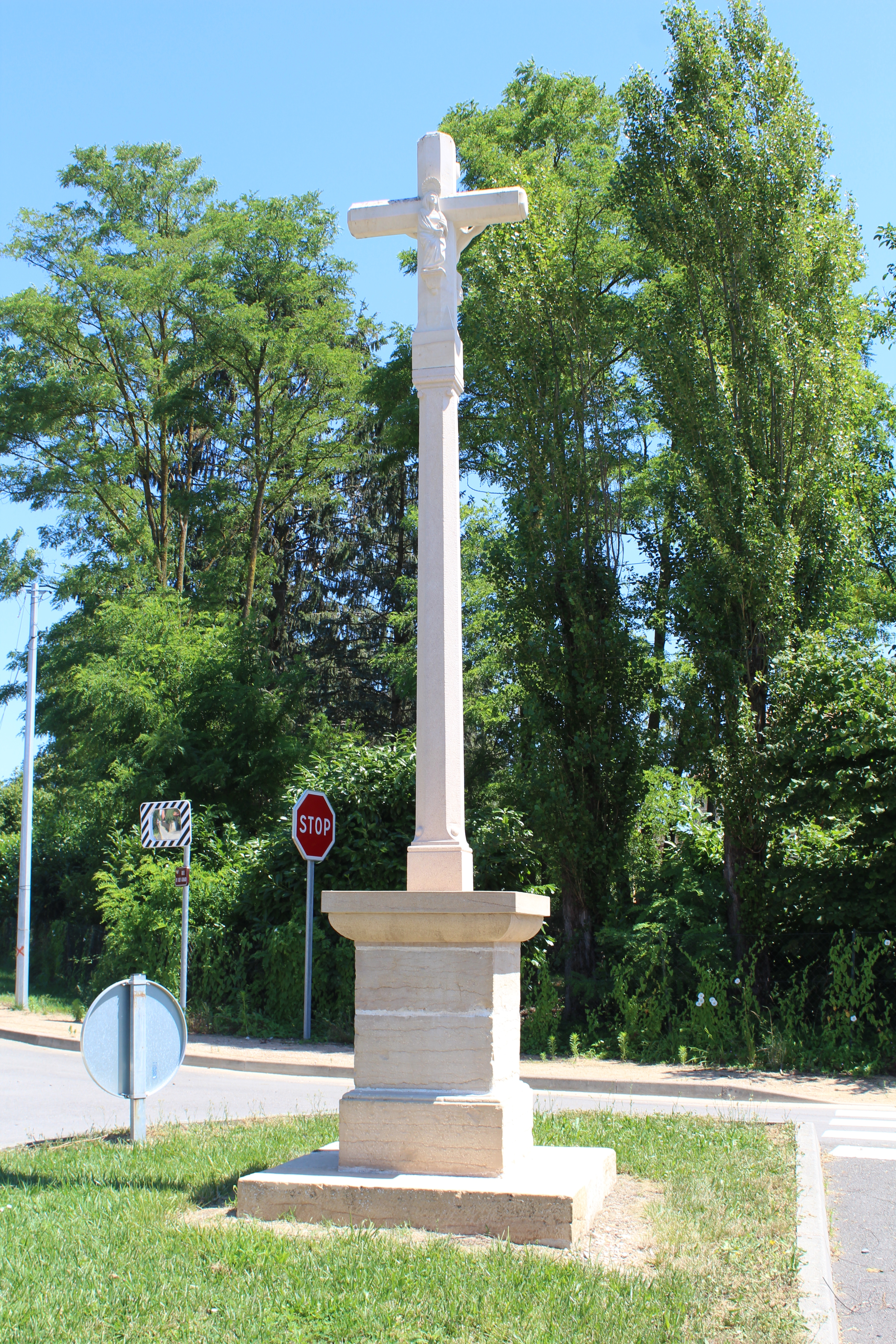
Croix au Bief Godard.
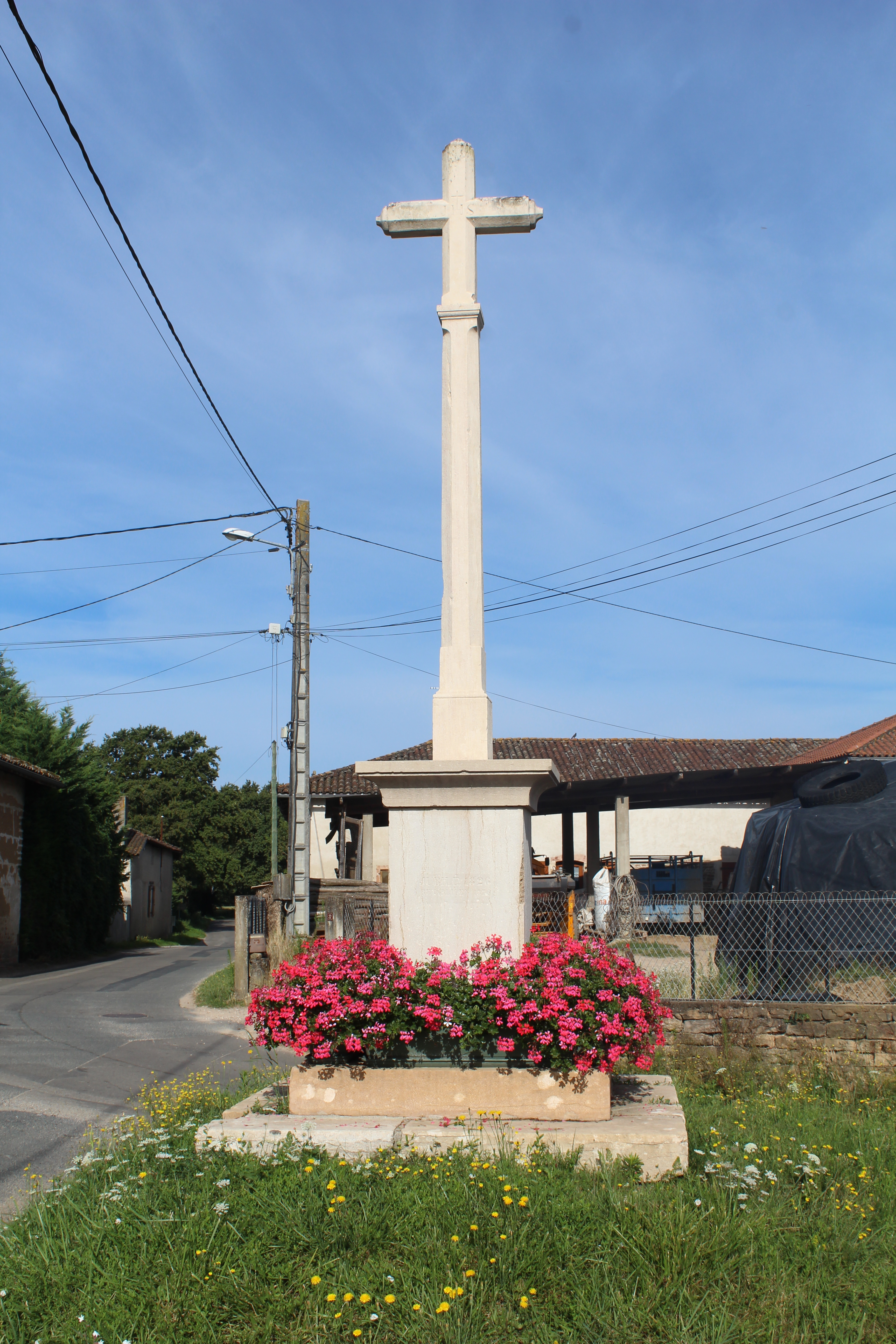
Croix de Chavannes.

### Patrimoine naturel
Les prairies inondables du val de Saône sont classées zone protégée depuis 1994.

### Gastronomie
Les spécialités culinaires sont celles de la région bressane, c'est-à-dire la volaille de Bresse, les gaudes, la galette bressane, les gaufres bressanes, la fondue bressane.
La commune se situe dans l'aire géographique de l'AOC Volailles de Bresse. Elle a aussi l'autorisation de produire le vin IGP Coteaux de l'Ain (sous les trois couleurs, rouge, blanc et rosé).

### Espaces verts et fleurissement

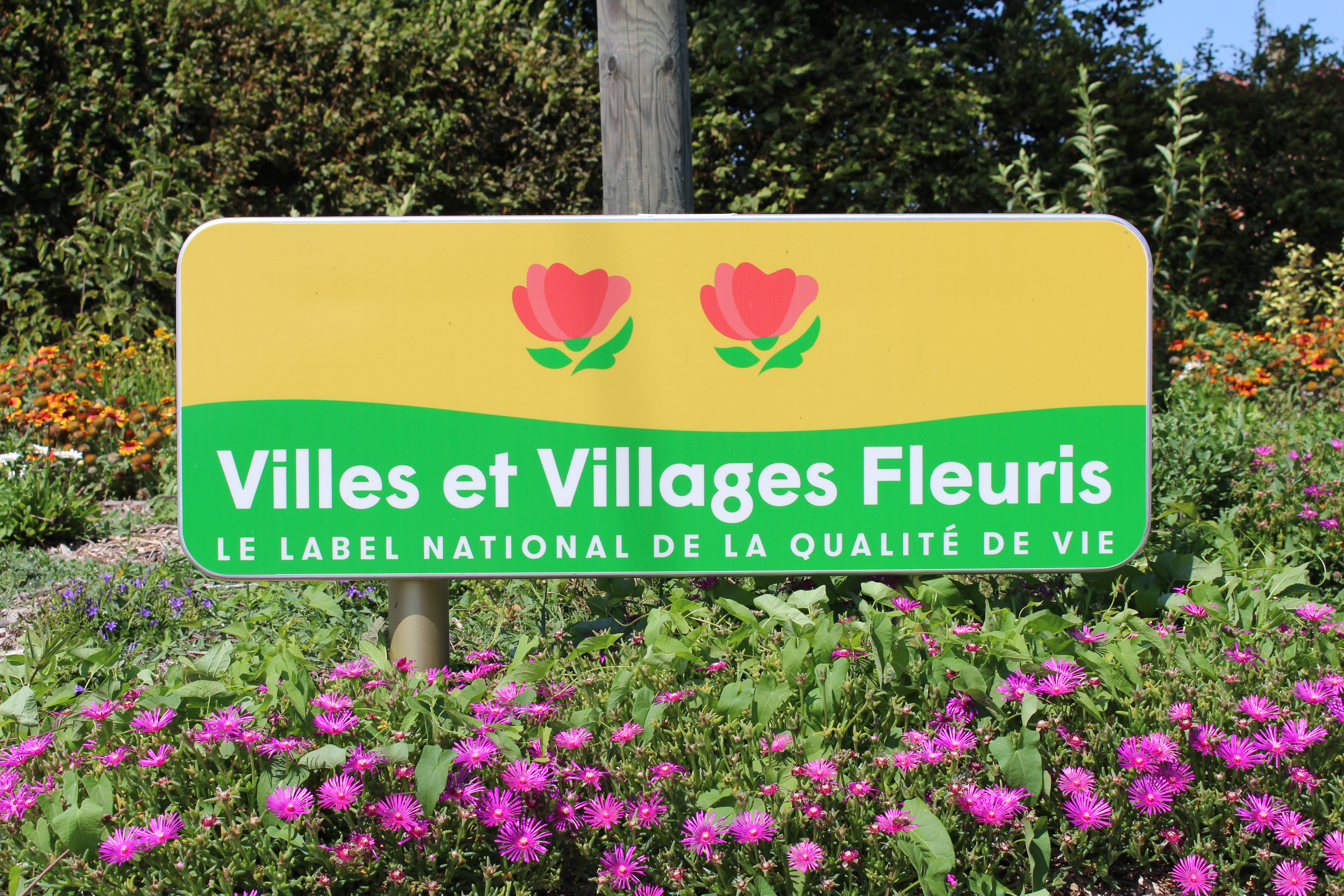
Panneau mentionnant les deux fleurs.

En 2014, la commune obtient le niveau « une fleur » au concours des villes et villages fleuris. En 2019, elle acquiert sa seconde fleur.

### Personnalités liées à la commune
- Jean-Marie Gonod (1827-1888), rosiériste lyonnais.